# 中国东方航空
中国东方航空（英語：China Eastern，港交所：0670、上交所：600115，简称：中国东航），简称東航，是中华人民共和国的一家航空公司，总部位于上海市，与中国国际航空、中国南方航空并称为中国大陆国有三大航空公司。中国东方航空是由東航集團持有的品牌，1995年，东航实行股份制改革，其航空主业由新成立的中国东方航空股份有限公司承担，后于1997年先后在香港、纽约和上海证券交易所上市，是中国民航首家在海内外上市的企业。2002年8月，中国东方航空兼并中国西北航空、联合云南航空，组建新的中国东方航空集团公司至今。
中国东方航空的前身为1957年1月9日成立的中国民航上海管理处飞行中队。1988年中國民航結業後，當時上海管理局則一分为三，其航线运营职能由新成立的中国东方航空公司继承。本來只有七架飛機的中国东方航空，企業化後規模也迅速擴張，2011年並成功加入天合聯盟，連接全球超1000個航點，按载客量和机队规模（800架以上）计算，如今經過多年市場經營，已然發展為世界十大航空公司之一。2023年全年，东航运送旅客1.15亿人次，同比增加171.97%；客座率74.42%，同比增长10.72%:11。此外，中國東方航空也是全球首間同時持有波音、空中巴士和中國商飛機隊的航空公司。

## 历史

### 民航上海局

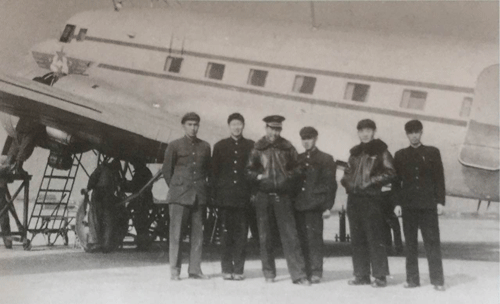
1957年1月9日，中国民航上海管理处飞行中队成立

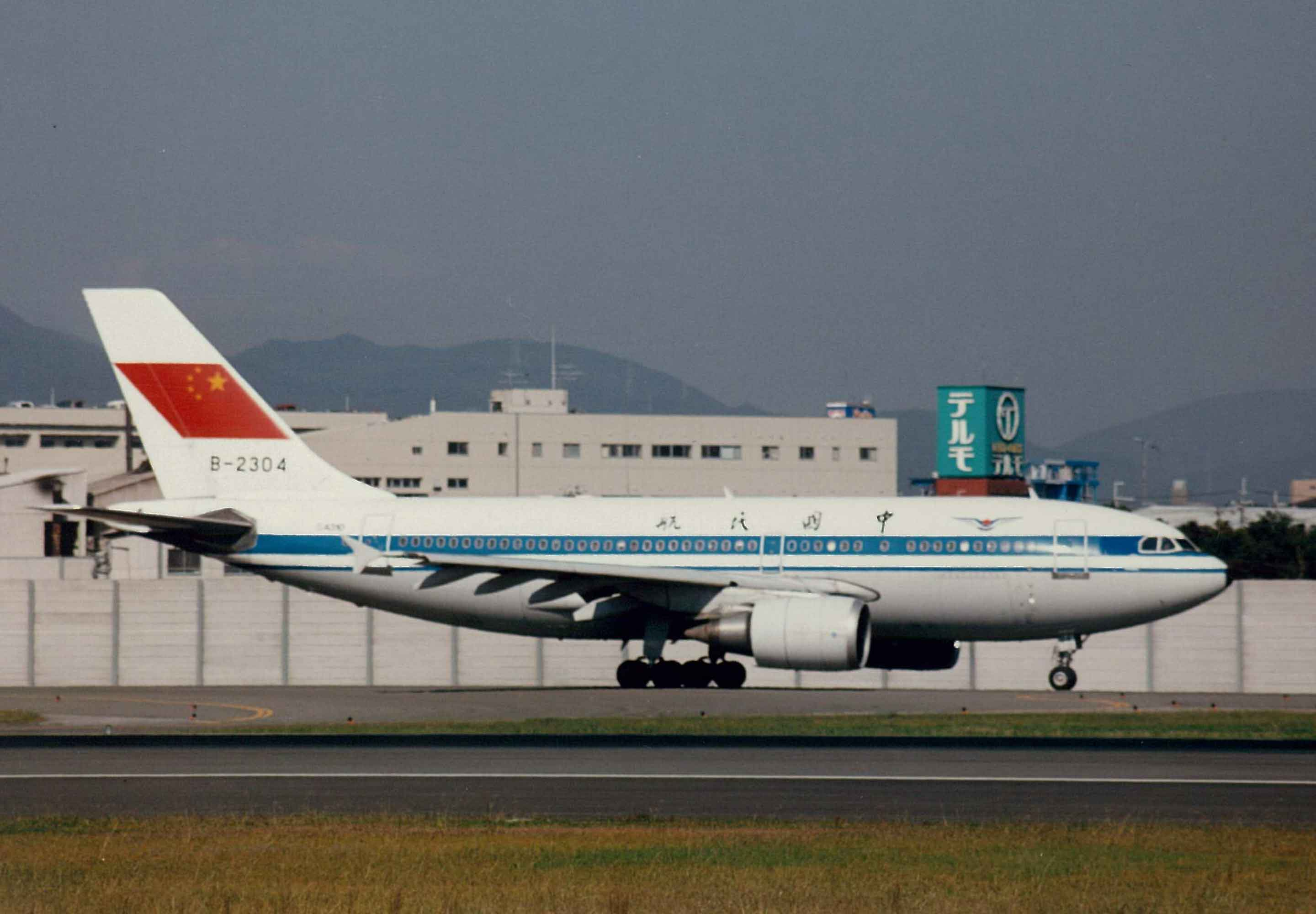
中国民航上海局的空客A310于大阪伊丹机场（1980年代）

1956年12月，民航上海管理处筹组飞行队，从民航北京管理处、民航重庆管理处、民航专业航空队、民航上海管理处等单位抽调机长、副驾驶、随机报务员、随机机械员，于1957年1月9日正式组成民航上海管理处飞行中队。1959年6月24日，扩建为民航上海管理局飞行大队。1961年11月10日，又扩编为民航上海管理局运输飞行大队。1963年7月22日，更名为中国民用航空第3飞行大队。1965年9月1日，又更名为中国民用航空第5飞行大队。
上海局建立后于1954年10月1日，开辟上海——汉口——宜昌——重庆航线；后开辟上海至北京、西安、广州、兰州等航线，经停沿途主要城市。1960年代随着三线建设，先后开通上海至成都、沈阳、昆明、贵阳航线，1970年代开通郑州、福州、长沙、桂林、乌鲁木齐航线。随着对外开放，1980年代开通至大连、青岛、海口、厦门、烟台、宁波、连云港、太原、长春、秦皇岛航线。国际航班方面，1979年开通上海-长崎航线，为中国民航上海管理局开通的首条国际航线。1980年，民航上海管理局第5飞行大队在中英落实航空运输协定后于6月21日开辟上海——香港航线。1981年从总局接手其他日本航线，陆续开辟东京、大阪、福冈等航点。

### 公司化

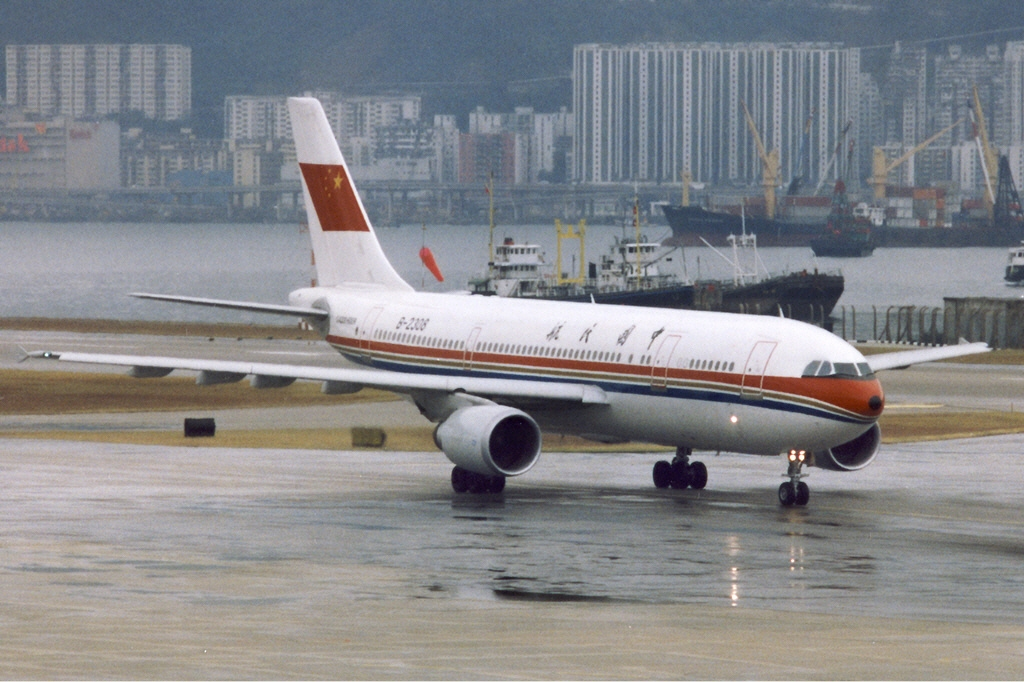
使用东航涂装但仍标示为中国民航的空中客车A300在香港啟德機場（1990年1月），1990年4月才正式以东航名义执飞沪港航线

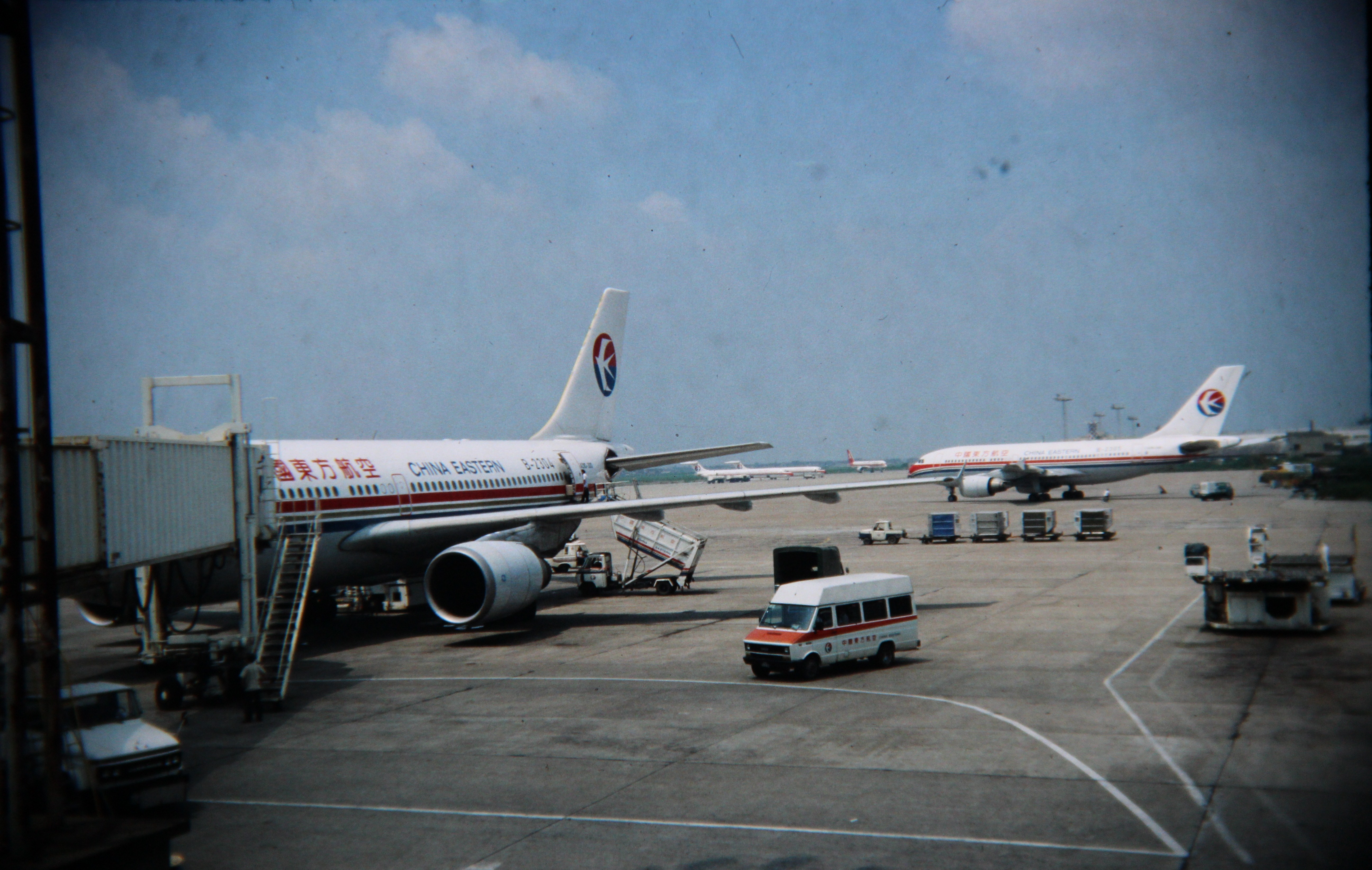
中国东方航空飞机于上海虹桥国际机场（1991年）

1988年1月1日，依照民航系统管理体制“政企分开、简政放权”的原则，在中国民用航空第5飞行大队的基础上组建中国东方航空公司，开始进行内部试运行。同年6月25日，正式对外宣布成立。成立之初，东航从民航上海管理局自然过渡的各型飞机数量达62架，其中运输飞机7种机型共33架，通用飞机2种机型共29架。
1990年4月1日，中国东方航空正式以“中国东方航空”名义和标志执飞上海-香港、上海-东京航线，以“MU”代碼取代原中国民航代码“CA”（现为中国国际航空的代码），客票代号前缀为“781”。
东方航空在成立后开始规划洲际航线，提出“飞向世界”的战略任务。1988年4月1日开辟上海—厦门—香港包机航线，不久即停航；1990年4月1日，开通定期香港航线。除继承原民航上海管理局的上海-东京、大阪、长崎、福冈航线，1991年8月6日使用该年引进的麥道MD-11开通上海-洛杉矶航线，1992年开通上海-布鲁塞尔航线，1996年利用当年引进的空中客车A340-300先后开通上海-慕尼黑、上海-悉尼两条航线。至此，东航航线网络覆盖亚洲、北美洲、欧洲、澳洲等地，由一家以经营国内航线为主的区域性航空公司发展成国际航空公司。在发展洲际航线的同时，东航也在完善国内航线网络。1990年，民航局将下属山东省局、安徽省局、江西省局并入东航管理，改组为分公司。1993年，东航和江苏省人民政府合资兴办东航江苏公司。通过分支机构的建立，东航的运营基地由单一的上海基地扩大至覆盖中国大陆多个城市的分基地。
为了推进企业的现代化建设，东航于1992年11月11日举行的第二届职工代表大会上提出“推行自下而上的股份制改造”。1995年，中国东方航空公司重组，分设承担投资管理职能的东方航空集团公司和经营航空主业的中国东方航空股份有限公司。1997年，中国东方航空股份有限公司在香港、纽约和上海三地上市，成为中国首家在香港、纽约和上海三地上市的航空公司。
在1995年年初中共中央、国务院提出“实施大公司、大集团战略”后，东航开始兼并小规模航空公司。1998年2月，民航总局批准中国通用航空重组，其中运输部分改为东航山西分公司，通用航空河北分公司改为东航河北分公司。同年8月18日，由东航与中远集团合资的中国货运航空成立。2001年6月，由中国民航飞行学院创立的长城航空改制为东航宁波分公司。2002年8月，按照国务院印发的民航体制改革方案，东航兼并中国西北航空、联合云南航空，组建新的中国东方航空集团公司，原西北航、云南航改制为东航西北公司和东航云南公司。同时，武汉航空改制为东航与3家投资方共同出资组建的东航武汉公司。2003年，东航江苏公司与原西北航子公司南京航空合并。
2006年3月14日，中国东方航空成为2010年上海世博会首家合作伙伴（航空客运）。东航选用空中客车A340-600型客机（注册号B-6055）推出彩绘涂装世博号飞机。

### 近年发展
2007年1月12日，东航完成股权分置改革。同年9月2日，东航与新加坡航空公司和新加坡淡马锡控股签署合作框架协议，通过定向增发H股的方式与它们结为战略合作伙伴。新航和淡马锡持有的H股分别占总股本的15.7%和8.3%。此協議最終因中國國際航空帶頭反對下，最終被股東投票否決。2008年7月31日，东方航空宣布将在北京奥运会后与新加坡航空公司重新进行洽谈售股事宜。
2009年3月，国务院颁布关于推进上海加快国际金融中心、国际航运中心建设的意见。根据《上海航空枢纽战略规划》的要求，上海航空枢纽在2010年之前基本建成。作为建设上海航空枢纽的一部分，国务院国资委和上海市国资委开始探讨和推进中国东方航空与上海航空的联合重组事宜。2009年6月8日，东航、上航同时停牌，启动联合重组工作。2010年1月28日，东航与上航完成换股吸收合并，合并后上航品牌得以保留。
2011年6月21日，東航與子公司上海航空於北京人民大會堂正式加入天合聯盟，成為聯盟中第14位成員航空公司。
2012年3月26日，中国东方航空與澳洲航空公司旗下捷星航空簽訂諒解備忘錄，在香港設立各佔一半股權的廉航公司捷星香港（Jetstar Hong Kong）将于2013年开始提供服务，先期共出資1.15億美元，有可能增至1.98億美元。但是2015年6月25日，香港空运牌照局拒绝了捷星香港的牌照申请，这也意味着捷星香港胎死腹中。
2012年11月26日，中国东方航空全資的中國聯合航空公司和原東航河北分公司完成聯合重組，成為新的中國聯合航空公司（簡稱「新中聯航」）。新的中聯航擁有清一色波音飛機23架，下設中聯航河北分公司、北京南苑機場管理公司、佛山沙堤機場管理公司，總資產14億元人民幣。
截至2012年底，东航已连续四年获评国资委A类中央企业。
2012年东航被全球品牌传播机构WPP评为“Brandz最具价值中国品牌50强”，获评第八届中国证券市场年会最高奖项 “金鼎奖”，并入选《财富》杂志（中文版）2013中国企业社会责任排行榜前十强。
2014年12月，东航工程技术公司改制为独立子公司，并更名为中国东方航空技术有限公司。
2015年7月27日，中国东方航空与达美航空签署协议，协议包括达美航空向中国东方航空投资4.5亿美元并取得其3.55%股份。之后在9月1日，两家公司在上海正式签署《关于达美航空战略入股东航认股协议确认书》和《市场协议》，双方表示将在代码共享、舱位管理、时刻协调、销售合作、机场设施共享、常旅客计划、贵宾室及系统投资、人员交流等领域开展深入合作，构建长期、全面的合作伙伴关系。
2017年7月28日中國東方航空宣布将联合达美航空，各投资3.75亿欧元收购其联营伙伴法荷航集團10%的股權，并获得董事会一个席位。

## 公司事务

### 历任管理层

#### 中国东方航空公司时期
| 总经理 - 袁桃园（1987年12月至1990年12月） - 王立安（1990年12月至1996年12月） - 李仲明（1996年12月至1997年7月） | 党委书记 - 王立安（1987年12月至1990年12月） - 富允弼（1994年6月至1996年12月） |

#### 股份公司成立后
| 董事长 - 王立安（1996年12月至1997年8月） - 富允弼（1997年8月至1999年12月） - 李仲明（1999年12月至2001年4月） - 叶毅干（2001年4月至2004年9月） - 李丰华（2004年9月至2008年12月） - 刘绍勇（2008年12月至2022年7月） - 王志清（2023年11月至今） | 总经理 - 李仲明（1997年2月至1999年12月） - 沈泽江（1999年12月至2000年12月） - 刘绍勇（2000年12月至2002年10月） - 李丰华（2002年10月至2004年9月） - 罗朝庚（2004年9月至2006年10月） - 曹建雄（2006年10月至2008年12月） - 马须伦（2008年12月至2019年2月） - 李养民（2019年2月至2024年9月） - 刘铁祥（2024年9月至2025年8月） |

### 主要子、分公司

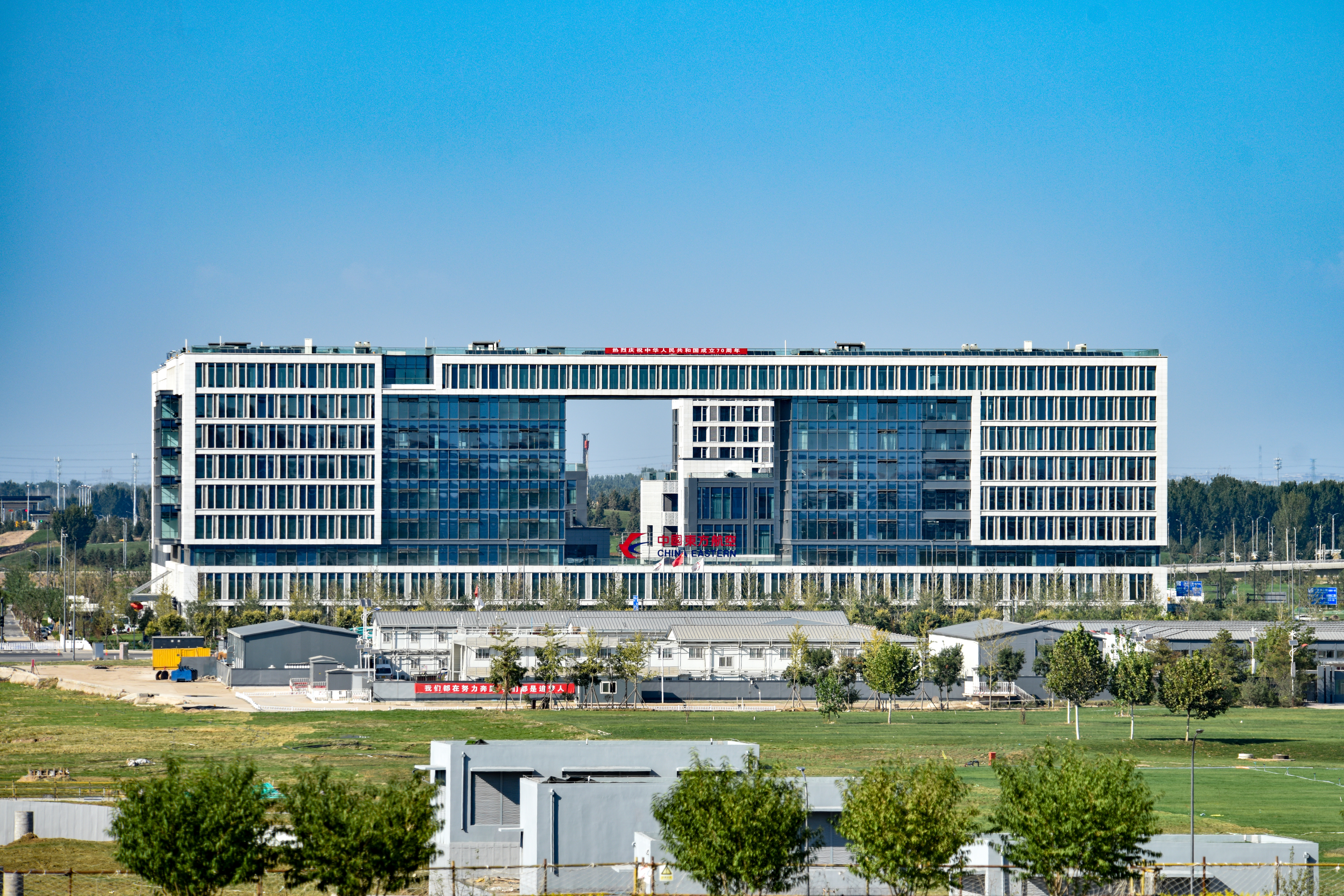
中国东方航空北京基地（北京分公司）

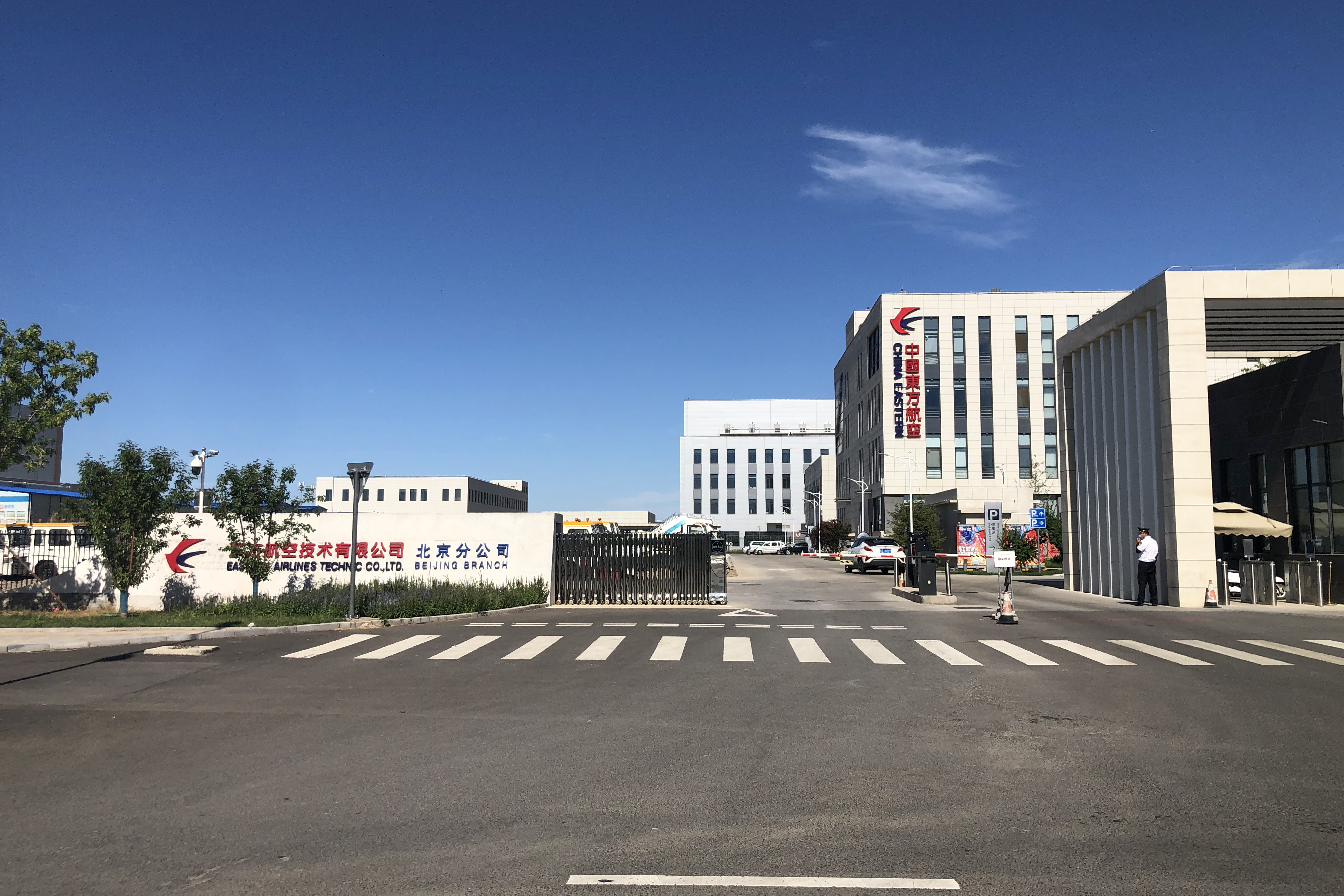
东方航空技术北京分公司

#### 子公司
- 上海航空有限公司（FM）
- 中国联合航空有限公司（KN）
- 中国货运航空有限公司（CK）
- 东方航空云南有限公司（原云南航空）
- 中国东方航空江苏有限公司
- 中国东方航空武汉有限责任公司（原武汉航空）
- 东方航空食品投资有限公司
- 东方航空技术有限公司

#### 分公司
- 中国东方航空股份有限公司西北分公司（原中国西北航空）
- 中国东方航空股份有限公司浙江分公司（原宁波长城航空）
- 中国东方航空股份有限公司四川分公司
- 中国东方航空股份有限公司厦门分公司
- 中国东方航空股份有限公司山东分公司（原民航山东省管理局）
- 中国东方航空股份有限公司江西分公司（原民航江西省管理局）
- 中国东方航空股份有限公司安徽分公司（原民航安徽省管理局）
- 中国东方航空股份有限公司甘肃分公司（原中国西北航空甘肃公司）
- 中国东方航空股份有限公司北京分公司
- 中国东方航空股份有限公司广东分公司
- 中国东方航空股份有限公司山西分公司（原中国通用航空运输部分）
- 中国东方航空股份有限公司海南分公司

## 标志

### 第一代标志

东航第一代标志

中国东方航空的第一代标志基本构图为圆形，取红蓝白三色，以寓意太阳、大海的上下半圆与燕子组合，表现东航企业形象。红色半圆，象征喷薄而出的朝阳，代表了热情、活力，且日出东方，与东方航空名称吻合；蓝色半圆，象征宽广浩瀚的大海，寓意着东航航线遍及五湖四海；轻盈灵动的银燕，象征翱翔天际的飞机，燕子也被视为东方文化的载体，体现了东方温情。燕子尾部的线条勾勒出东航英文名“CHINA EASTERN”的CE两字。
2001年，东航第一代标志荣获“中国最高认知率商标”称号，并获得美国优质服务协会在世界范围内颁发的“五星钻石奖”。

### 第二代标志

东航第二代标志

2014年9月9日，中国东方航空正式发布于2013年9月确定的新标志的设计方案和飞机涂装方案，设计方为正邦品牌顾问服务集团。新标志延续使用原标识的红蓝品牌基准色，燕首及双翅辉映朝霞的赤红——“日出东方”，升腾着希望、卓越、激情；弧形的尾翼折射大海的邃蓝——“海纳百川”，寓意着广博、包容、理性，巧妙地呼应东航“激情超越、严谨高效”的企业精神。新标志传承了第一代标志中的核心元素“飞燕”，形如大桥飞架的翅膀寓意东航振臂架设往来交流的桥梁；圆润的弧形燕尾形似连接天际的彩虹和闻名世界的黄浦江湾，寓意连接五湖四海之间的和谐欢畅。
2014年9月26日，第一架採用新涂装的飞机（77W B-2001）交付东方航空上海总部，第一架新塗裝A319（B-6465）以及第一架新塗裝A321（B-1858）也已分別交付予上海總部和西北公司。而中國貨運航空的飛機在當時仍採用基於舊塗裝，直到2020年才隨一架全新交付的777F（B-220E）更換為新塗裝。
2018年，东航对第二代标志做出了细微调整：飞燕图案和字体均保留2014版第二代标志的设计，但对飞燕图案进行平面化处理，并去除了原先的渐变色配色。

## 机队

### 现役

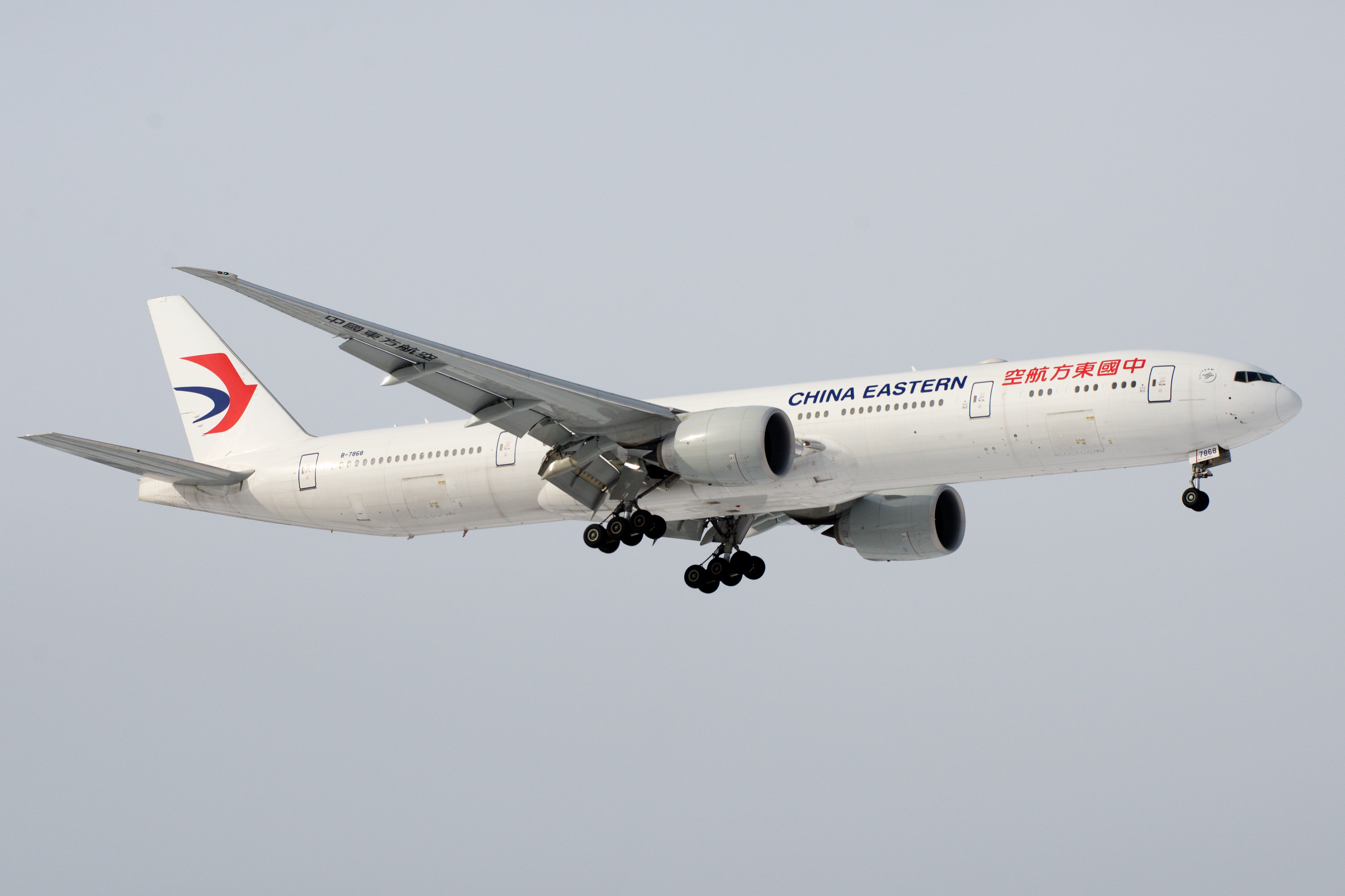
塗上東航空最新塗裝的波音777-300ER於多倫多皮爾遜國際機場
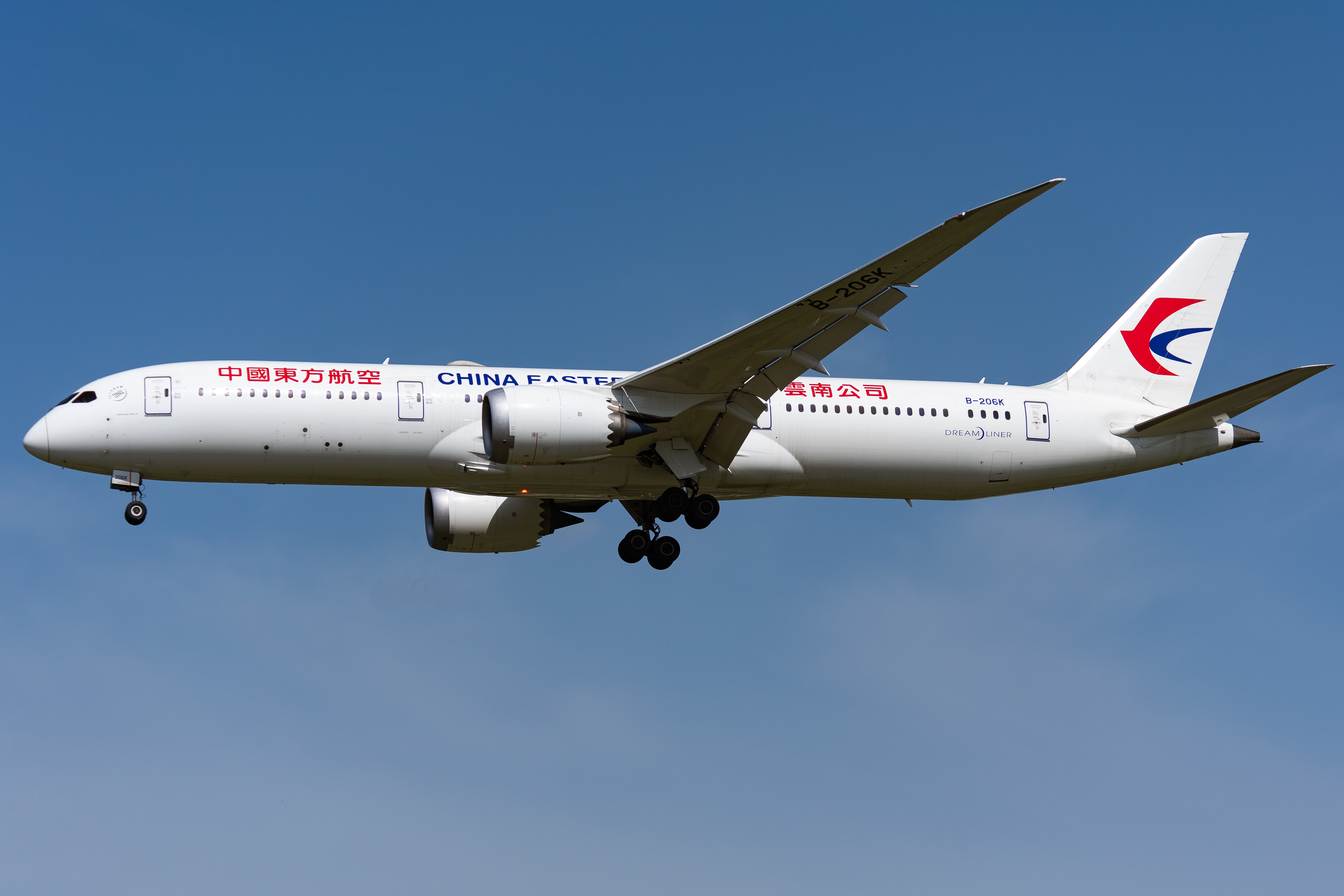
東航波音787-9於北京首都國際機場
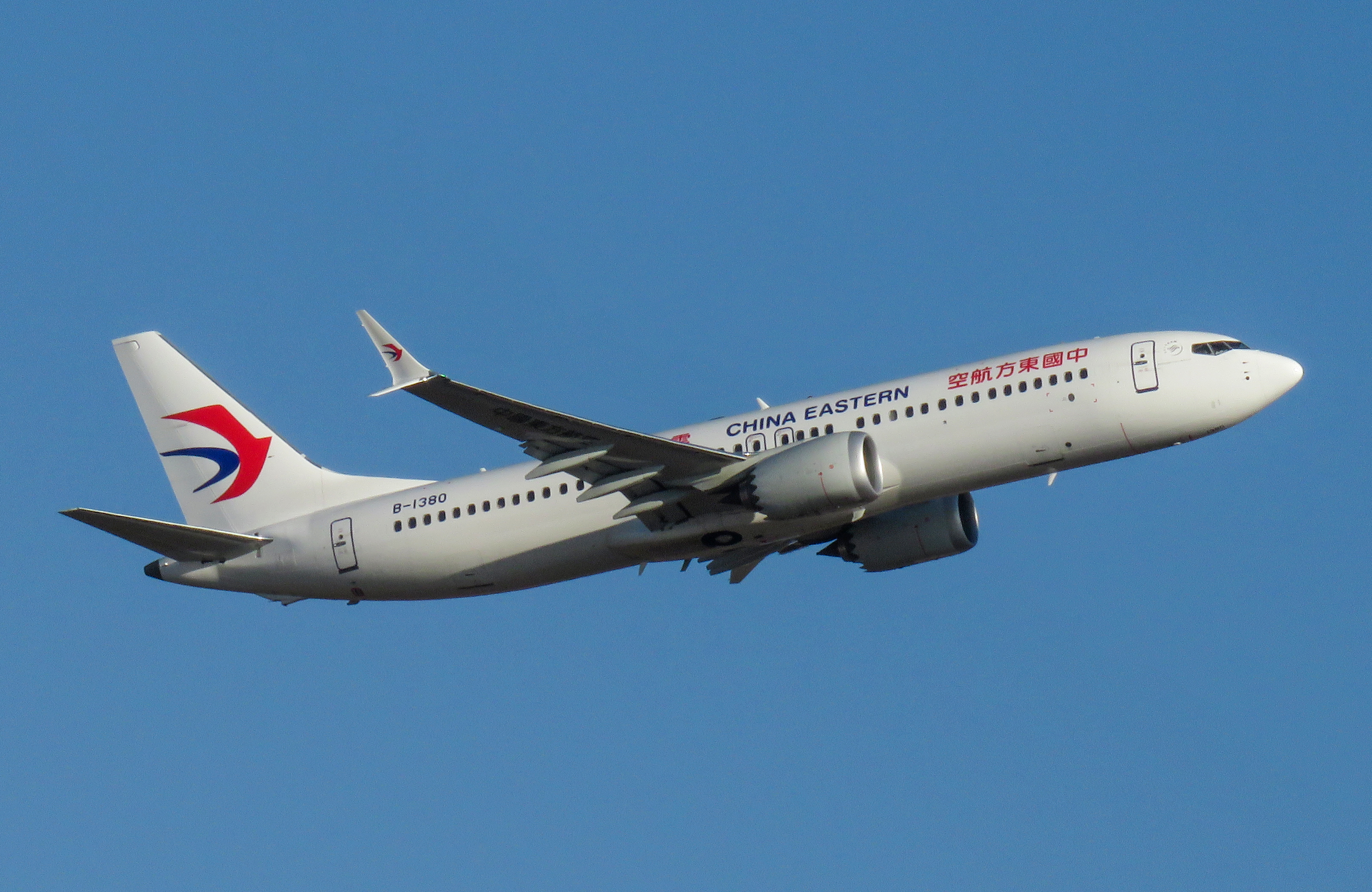
東航波音737 MAX 8於昆明長水國際機場
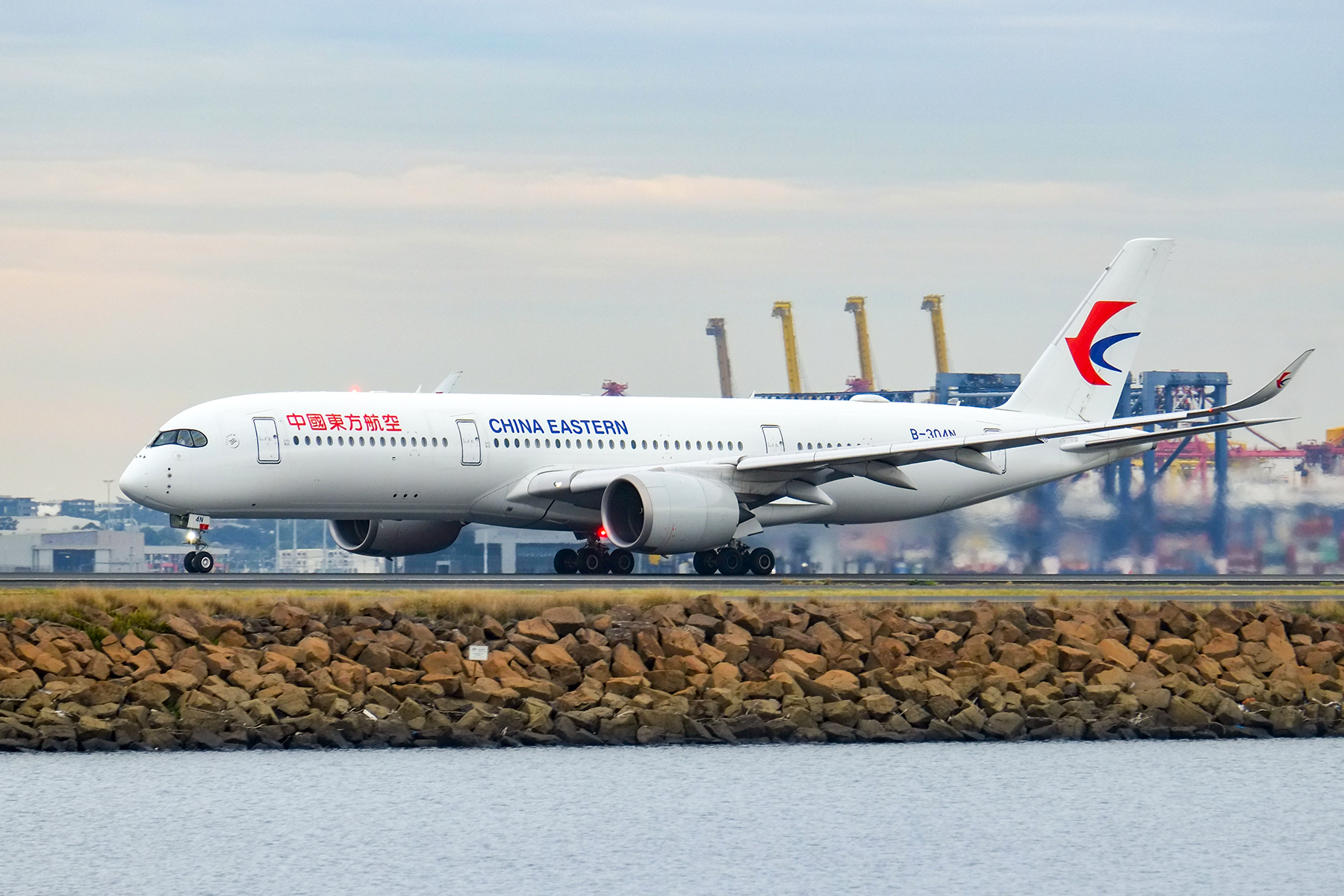
东航空中客车A350-900正在於悉尼機場滑行
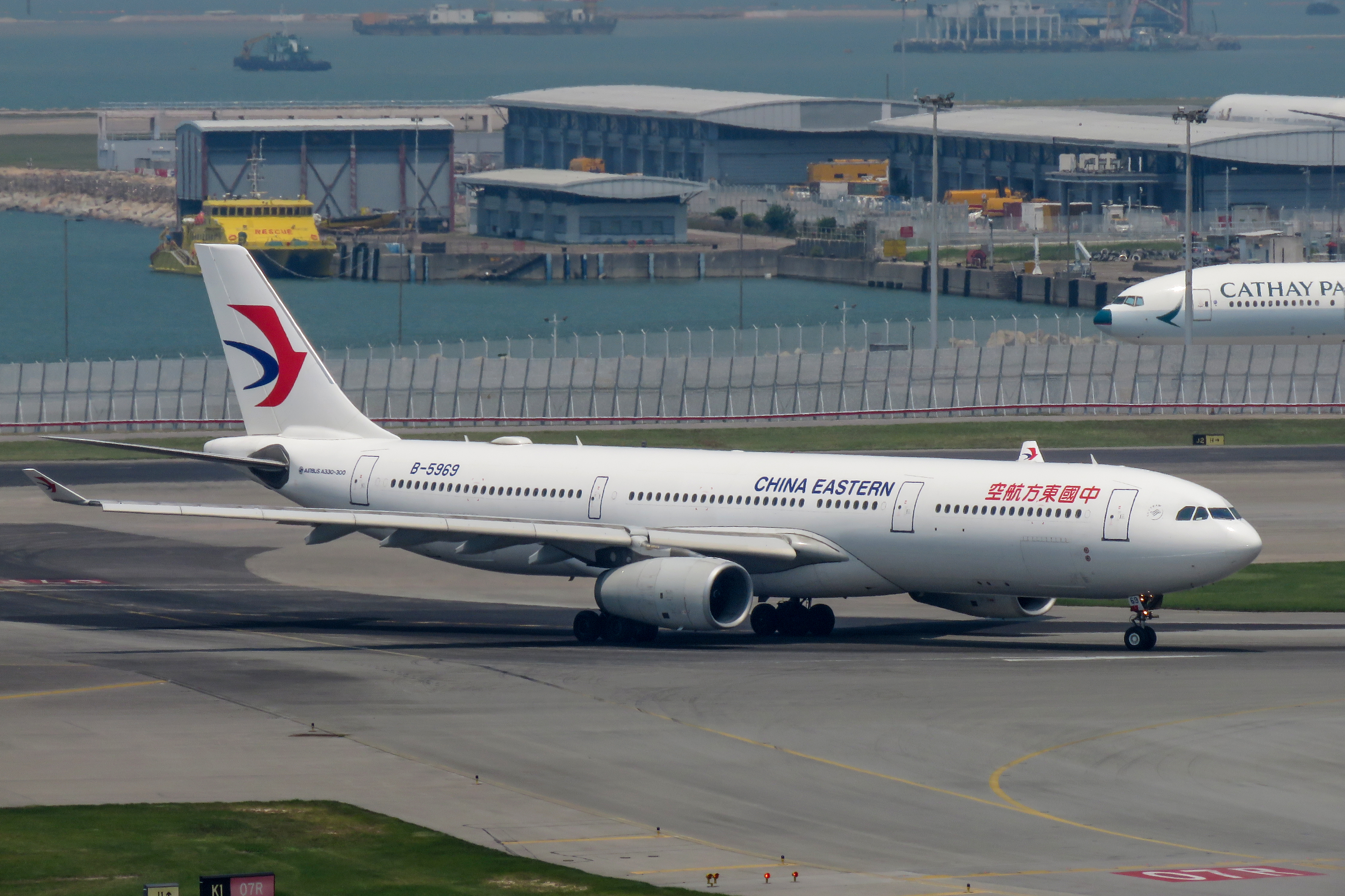
东航空中客车A330-300於香港國際機場
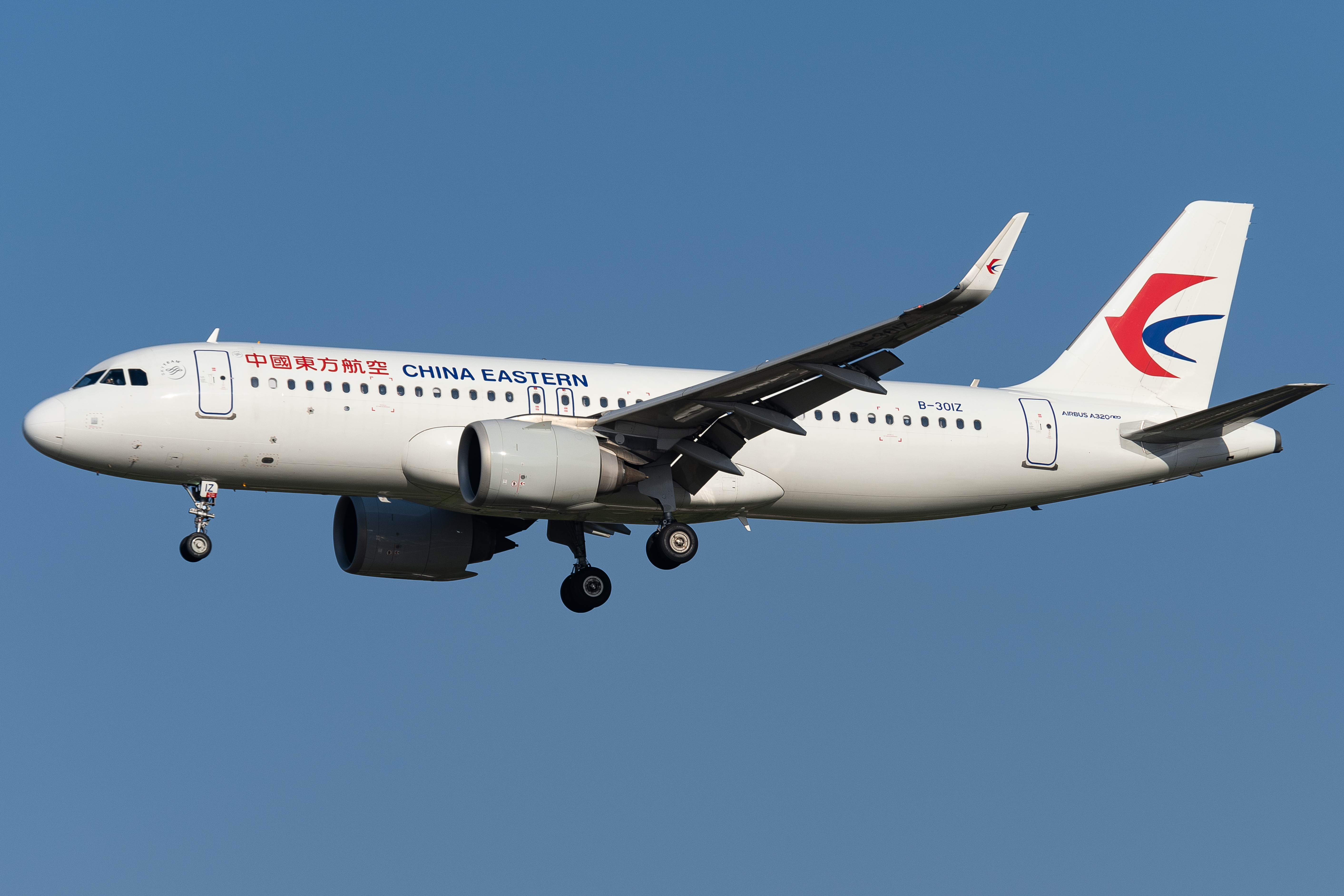
東航空中客车A320neo即將降落於北京首都国际机场
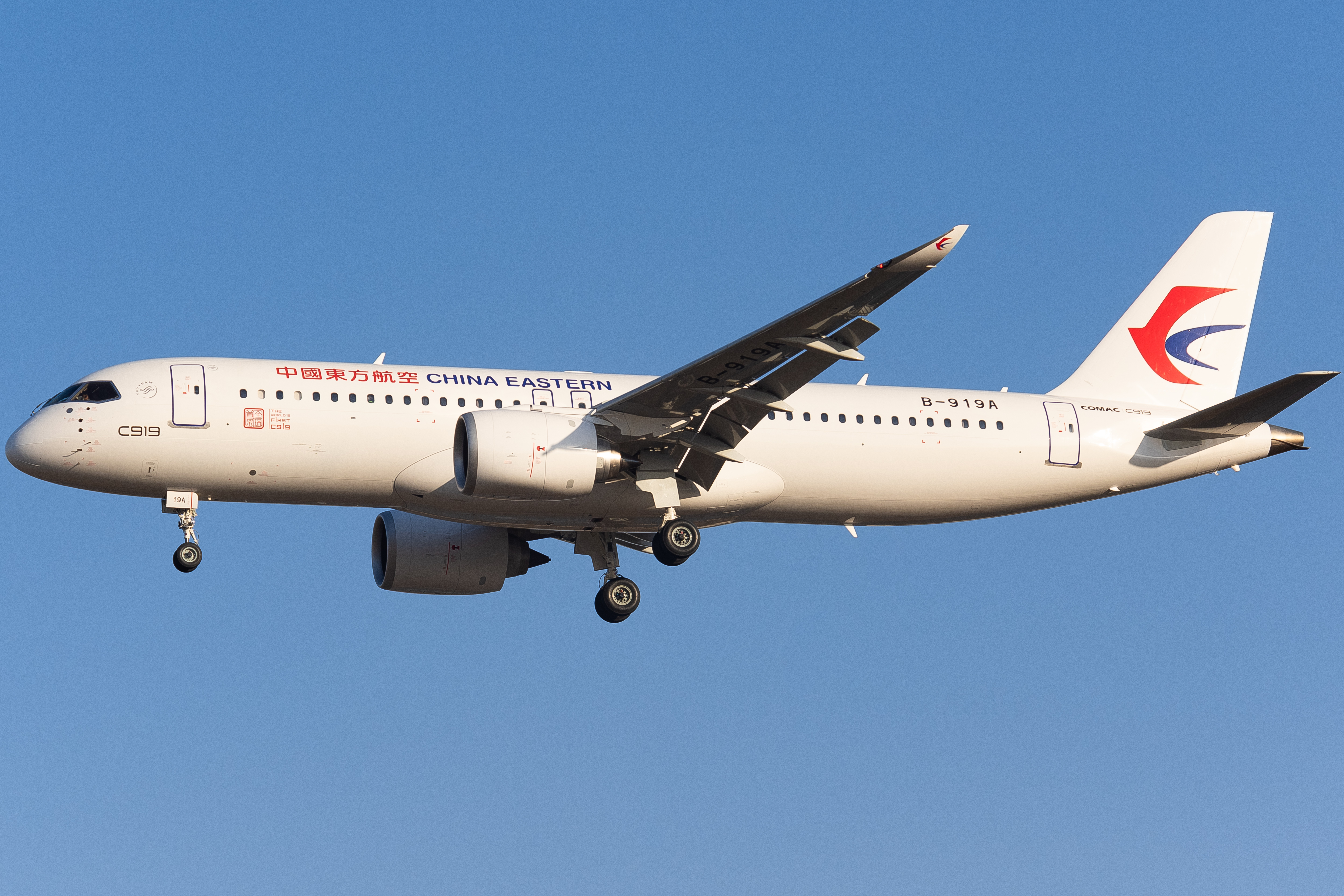
东航中国商飞C919即將降落於北京首都国际机场

中国东方航空成立初期，共有继承自民航上海局的飞机33架。1991年-1995年，东航引进远程运输机和全货机，淘汰一批低效益高成本的飞机，期间机队规模增长有所放缓。1996-2000年，东航引进中远程客机，期间机队由大、中、小机种构成。随着2001年长城航空改制为东航宁波分公司，2002年与西北航、云南航合并，武汉航空改制为东航武汉公司，东航机队规模逐步增长。2010年开始，东航开始陆续退役包括MD-90、A300在内的飞机。在2015年5月3日最后一架A340-600客机结束运营后，东航的客机机队正式精简为窄体机A320和B737系列，宽体机A330系列，同时在2014年9月东航还迎来了B777客机，形成了宽体机A330加B777的配置。
东航一直以来是空中客车的重要客户，是中国第一家运营空客客机的航空公司，拥有庞大的空客机队。直到东航在中国民航大重组和合并中兼并了原云南航空公司和武汉航空公司后，机队中的波音客机数量才有了一定的增加。在2005年东航曾预定了24架波音787（含上航的9架），但由于交付延迟和性能问题以及自身的战略规划而在2011年取消了全部订单，所有订单均转为了45架波音737NG。而在2011年10月18日东航订购了15架空中客车A330来填补退订787带来的飞机空缺。2012年4月27日东航订购了20架波音777-300ER，它将取代A340-600，成为东航北美航线的主力机型。2014年9月26日首架波音777-300ER（注册号: B-2001）正式交付東航。2016年4月28日，东航分别订购了20架空客A350-900以及15架波音波音787-9，两种机型都于2018年起开始交付。东航是C919的启动客户，首架于2022年12月9日交付并在2023年5月28日投入商业运营，成为全球首个运营此机型的航司。
2023年9月28日，東航宣布在2021年訂購首批5架的基礎上，再訂購100架C919。在2031年完成交付後，東航將成為全國和全球最大C919客機運營航司。
截至2025年1月，中國東方航空平均机龄9.2年，目前擁有以下飛機。数据包括云南公司和各分公司的飞机数量，但不包括目前由上航和中联航执管的飞机。订购中飞机数量为整个东航集团订购的数量。

### 彩绘机

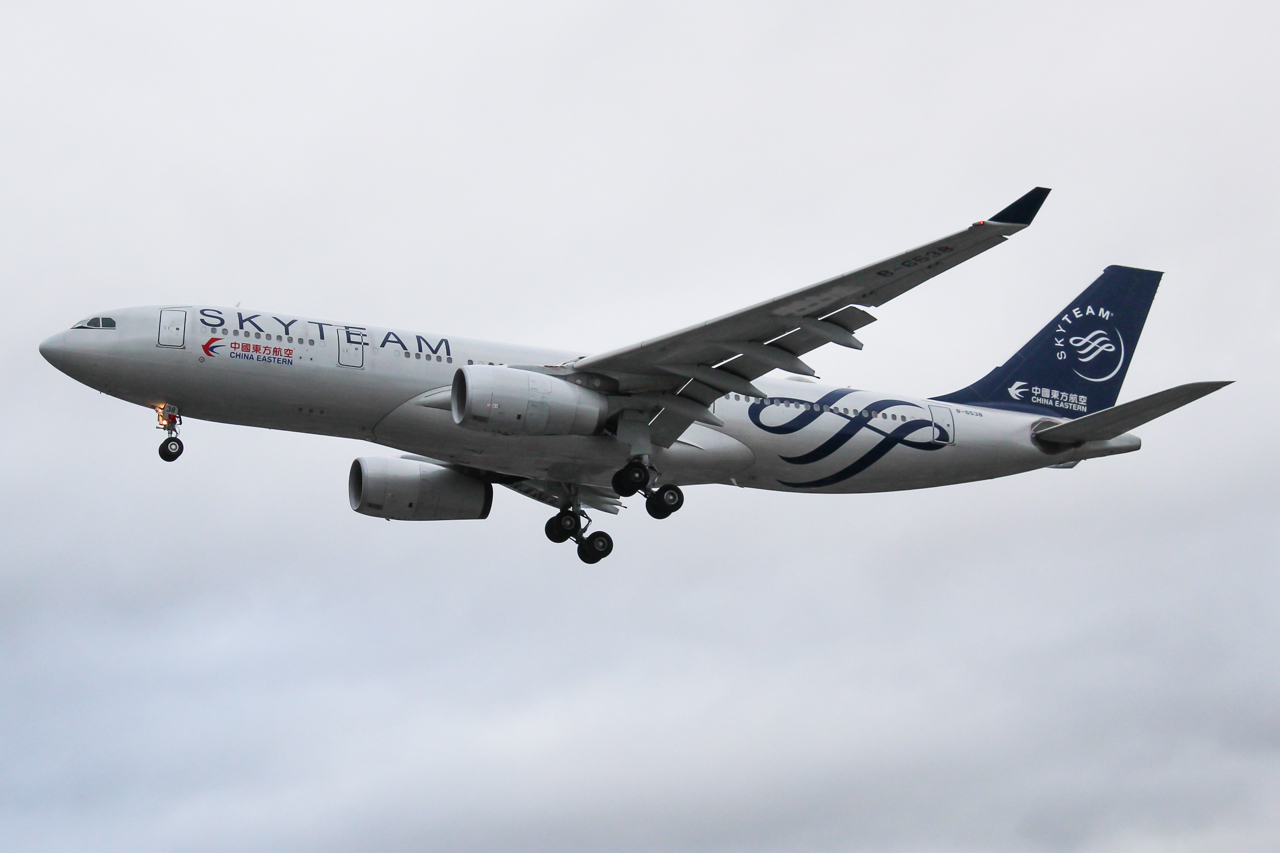
披有天合联盟涂装的东航空中客车A330-200型客机
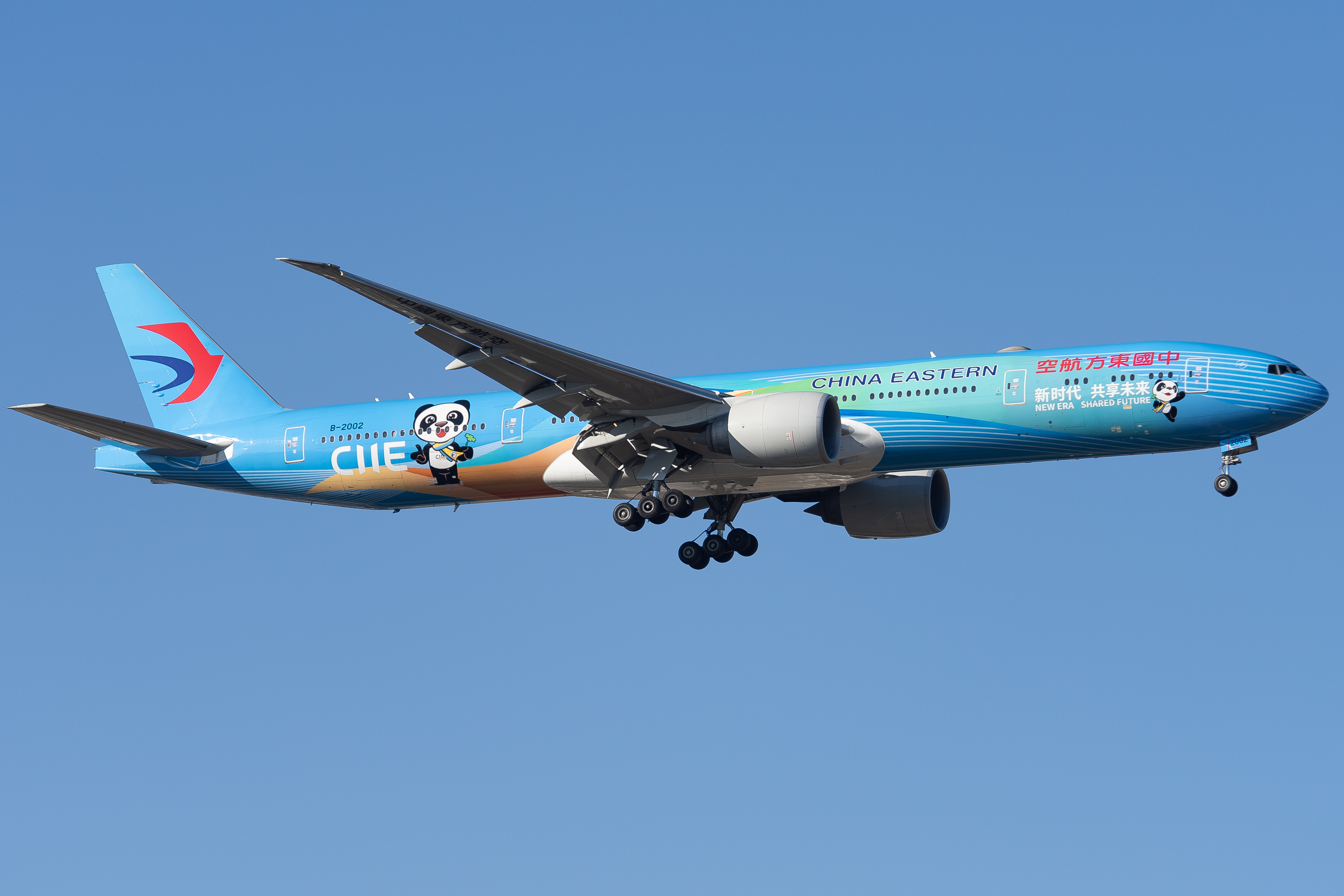
披有中国国际进口博览会彩绘的东航波音777-300ER型客机
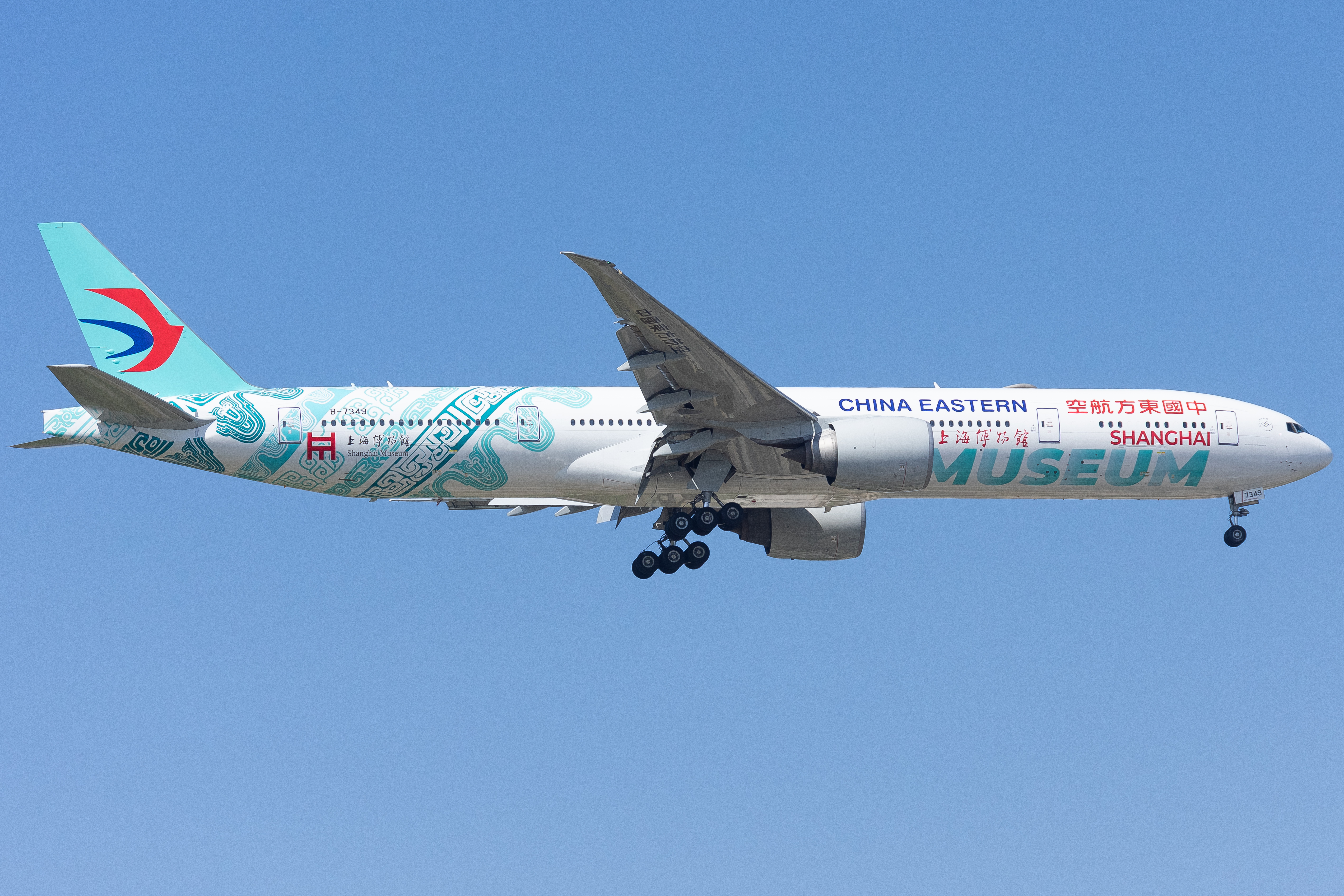
披有上海博物馆彩绘的东航波音777-300ER型客机
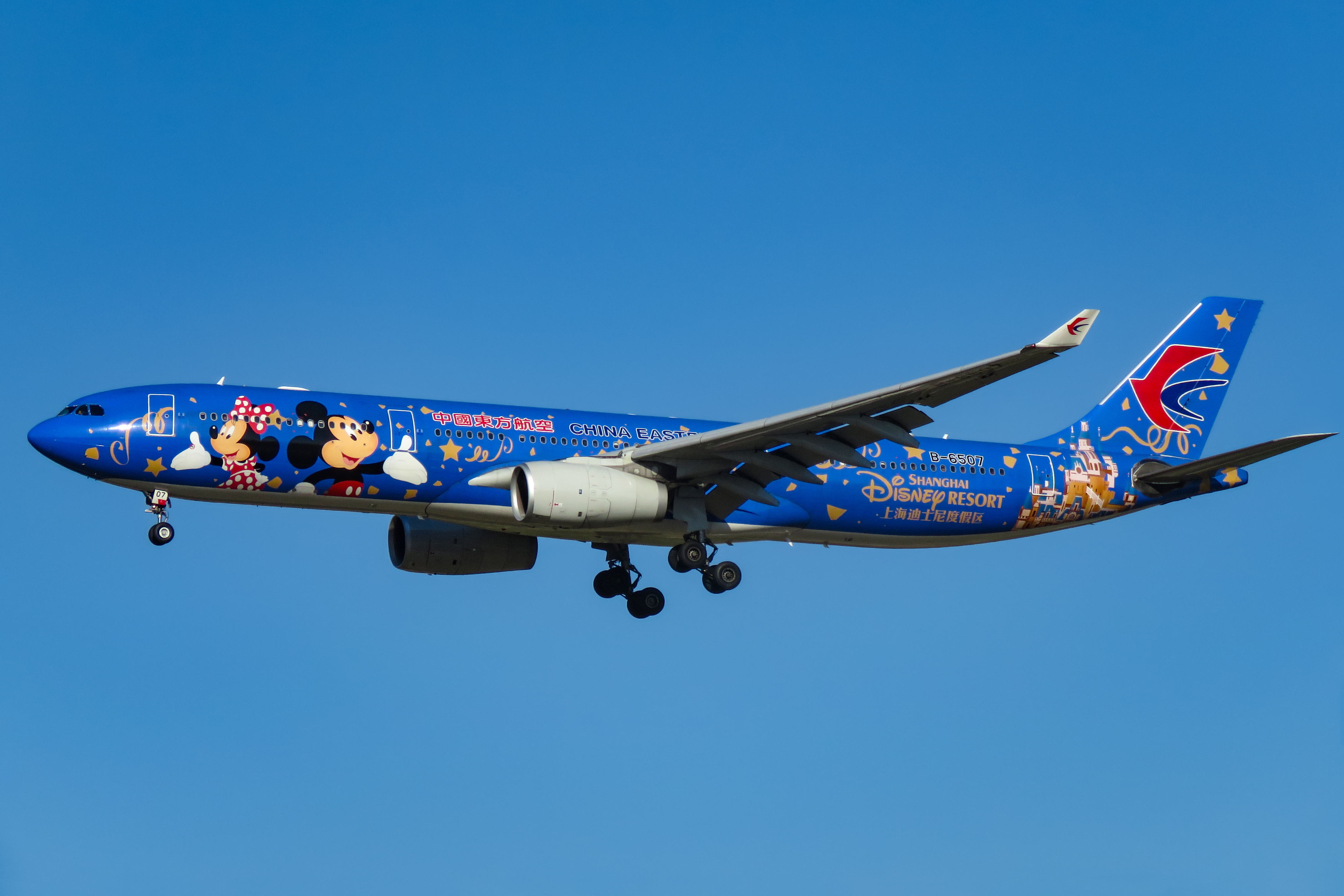
披有上海迪士尼度假區彩绘的空客A330-300在北京首都国际机场
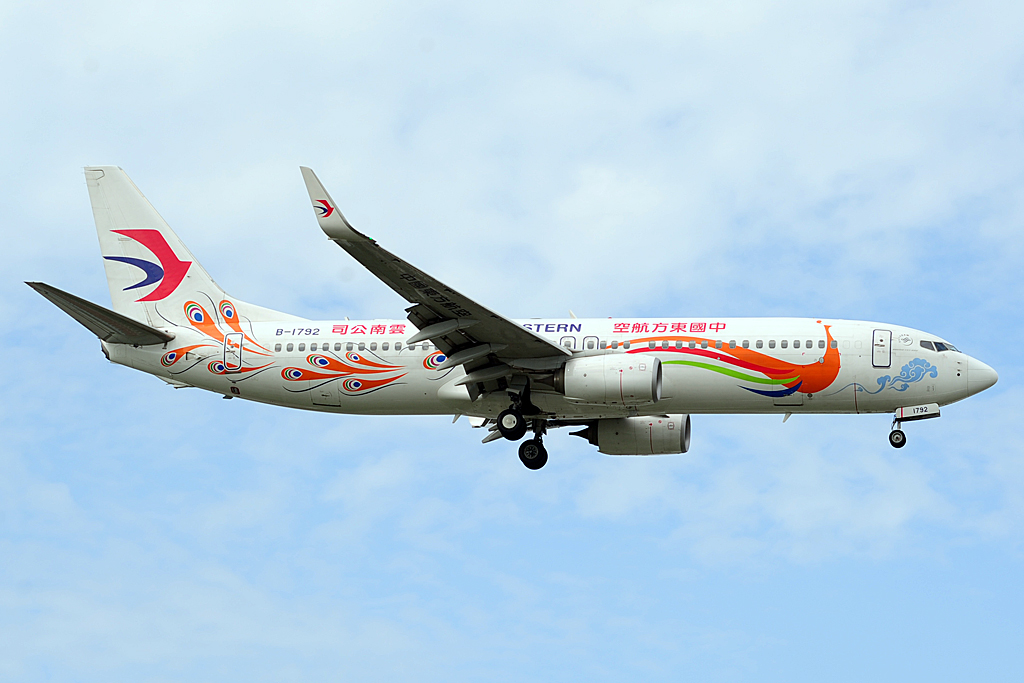
东航云南公司波音737-800金孔雀彩绘
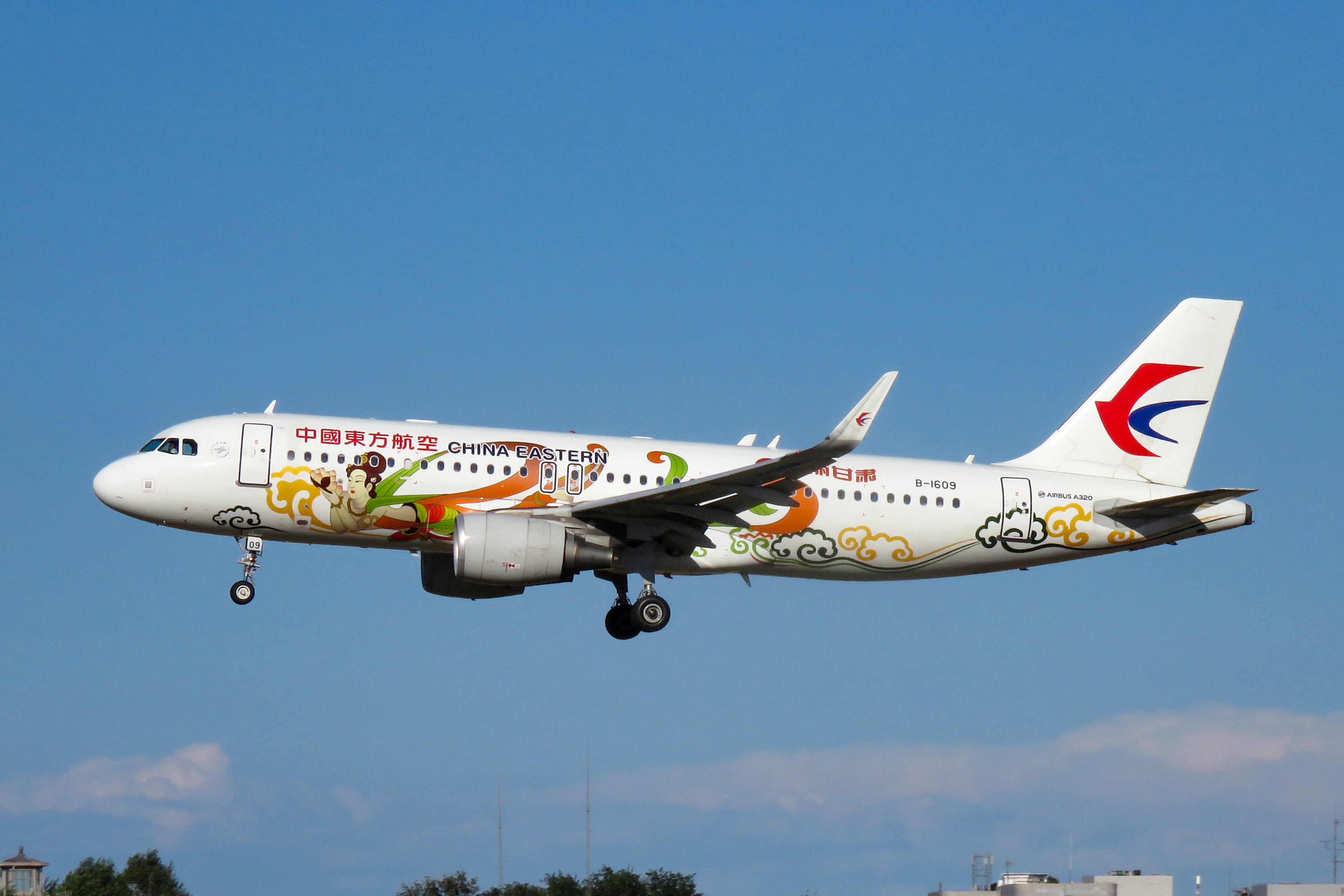
披有"絢麗甘肅"涂装的东航空中客车A320-200型客机
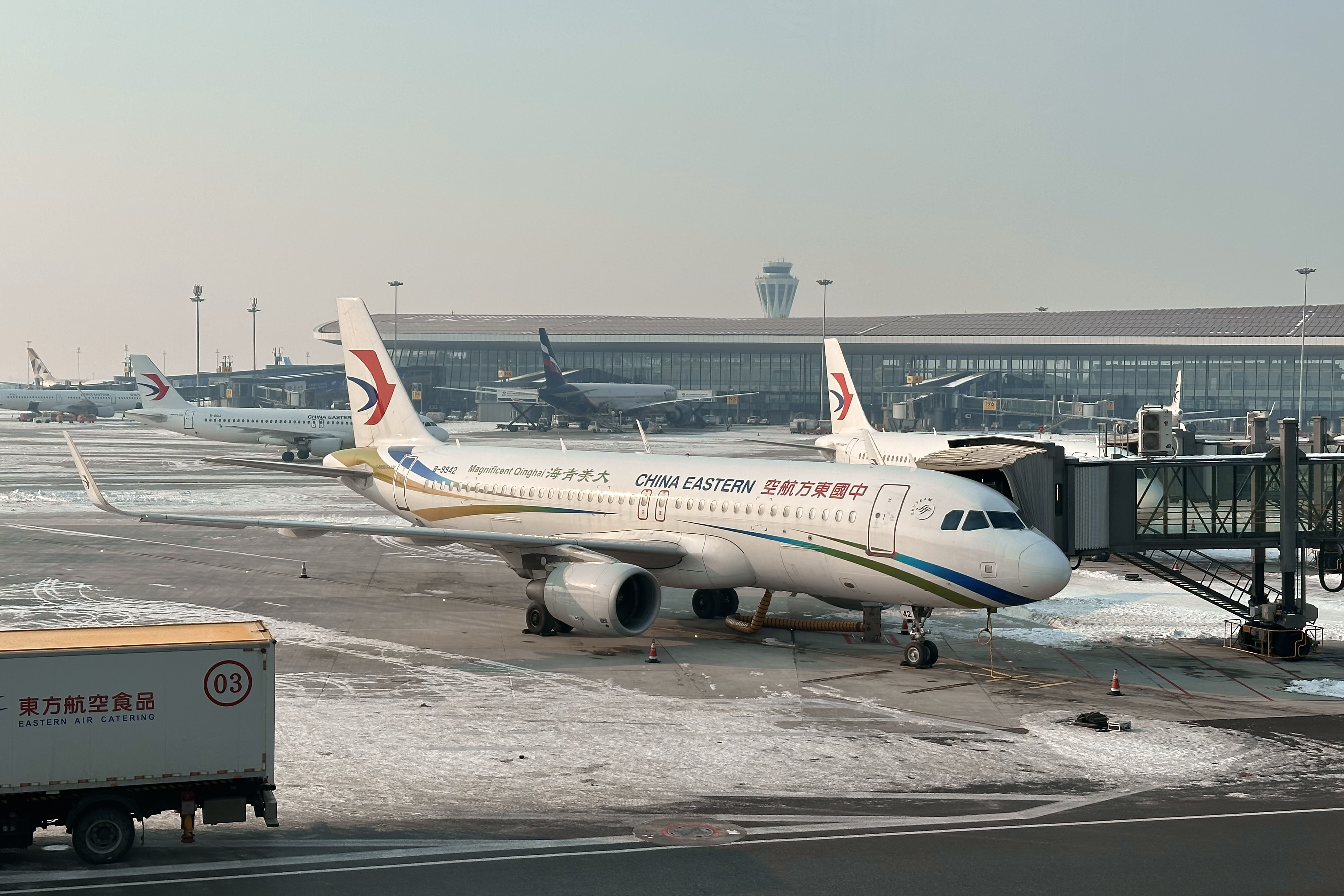
披有"大美青海"涂装的东航空中客车A320-200型客机

中国东方航空自2000年推出第一架彩绘机“世纪首航号”以来，已推出各类彩绘机数十架。其主题可以分为以下几类：
- 东航主题：包括东航集团重要纪念日的涂装以及加入天合联盟以后的天合聯盟塗裝；
- 世博/世园主题：包括为了推广2010年上海世界博览会[53]和2011年西安世界园艺博览会[54][55]推出的涂装；
- 地区主题：东航下属青海、甘肃分公司与东航云南公司推出的涂装；
- 跨界合作主题：包括为了推广上海迪士尼乐园推出的涂装、为了推广展会或大型活动推出的涂装以及其他广告涂装。

下表中列出中国东方航空现有与曾经的彩绘机：

### 已退役

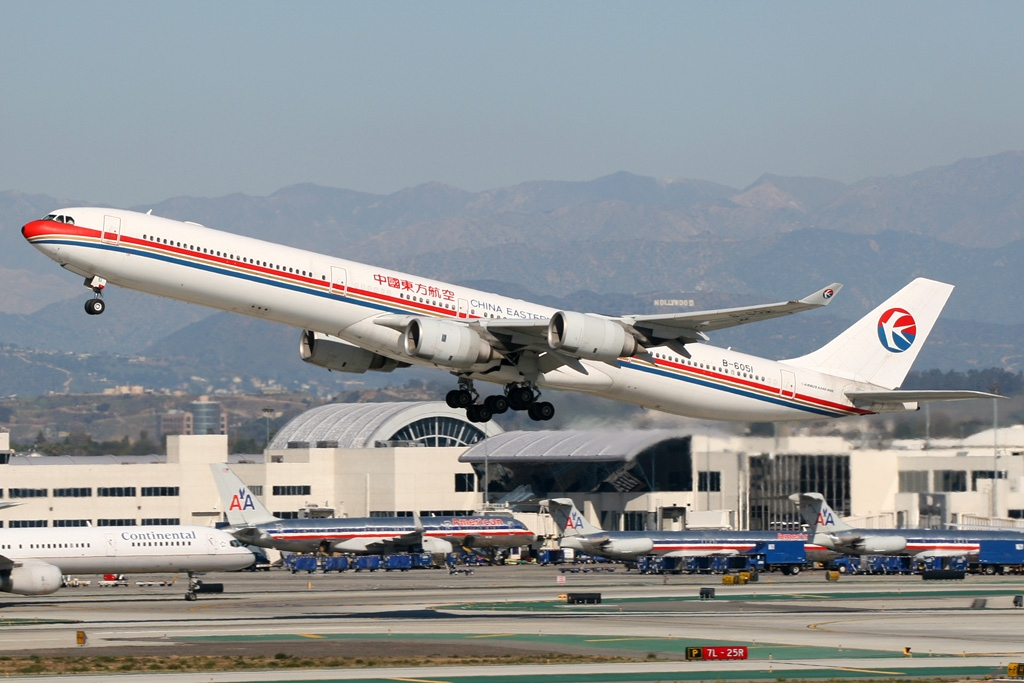
東方航空空中客車A340-600於洛杉磯國際機場（已退役）
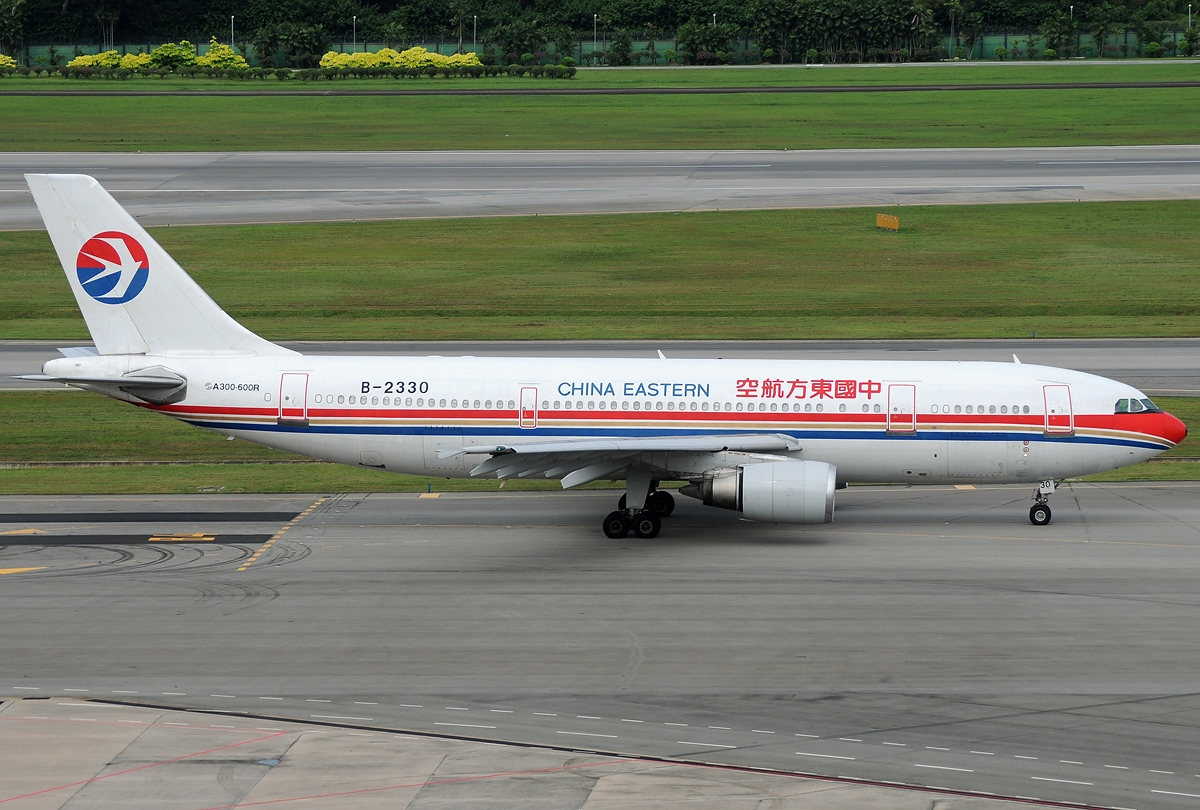
東航空中客車A300-600R於新加坡樟宜機場（已退役）
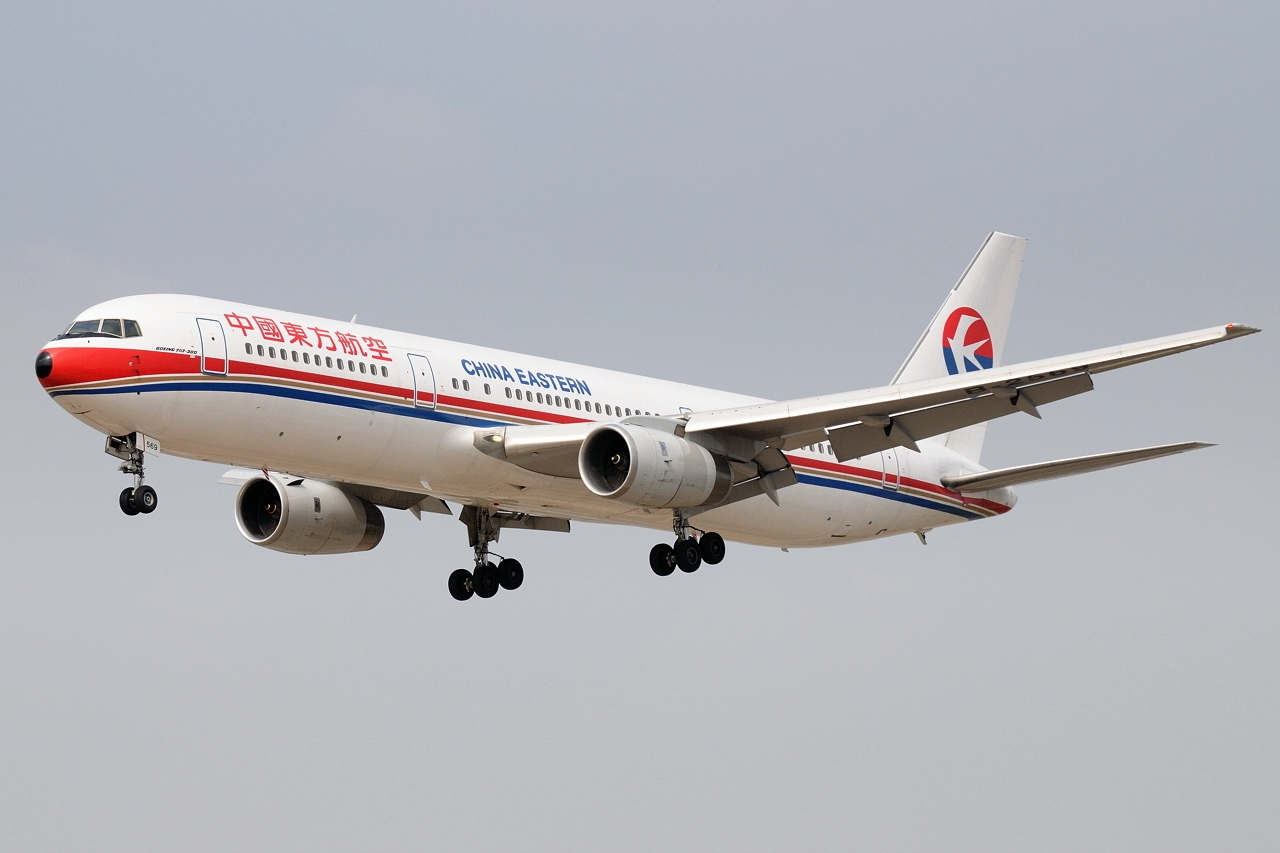
東方航空波音767-300ER於上海虹橋國際機場（已退役）
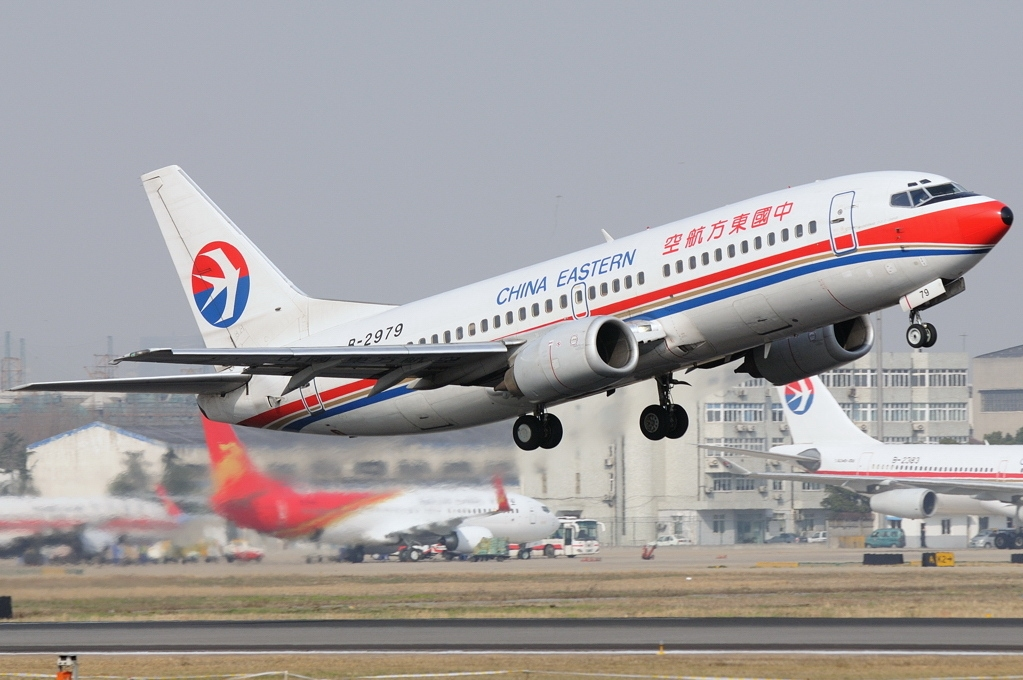
東方航空波音737-300於上海虹橋國際機場（已退役）
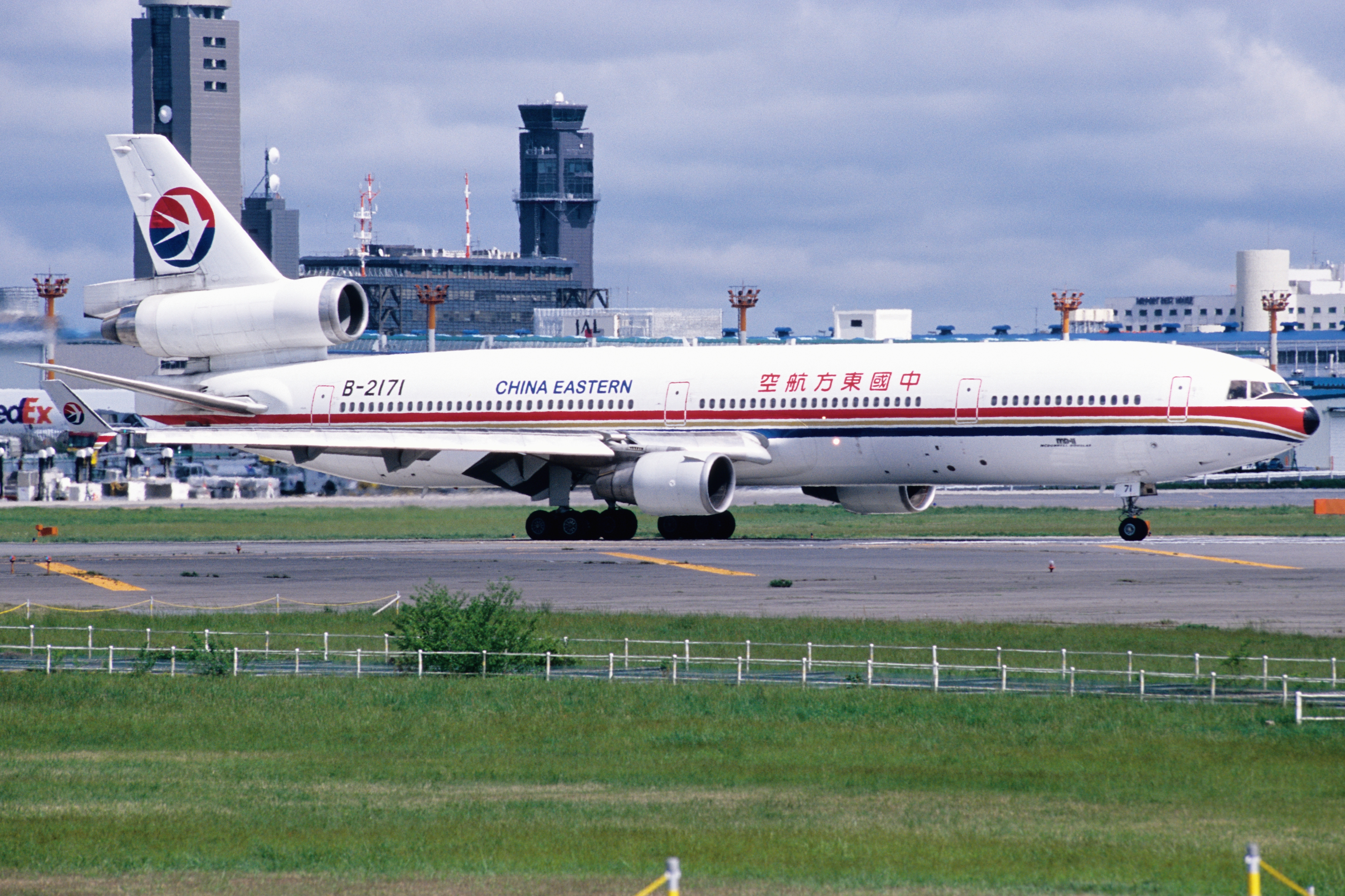
東航麥道MD-11於成田國際機場（已退役）
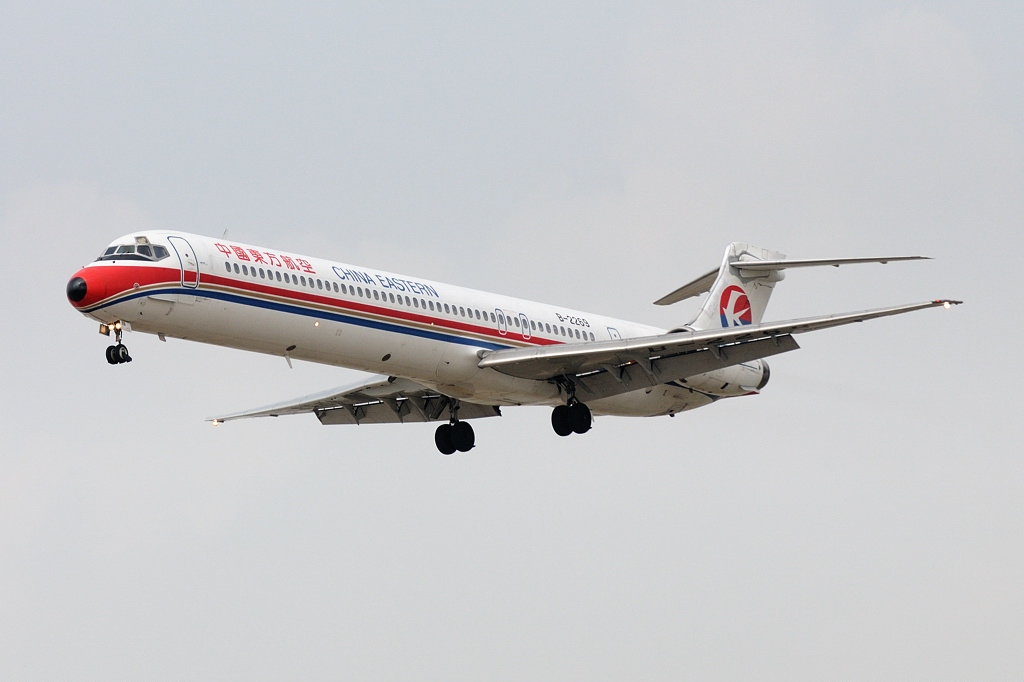
東航麥道MD-90於上海虹橋國際機場（已退役）
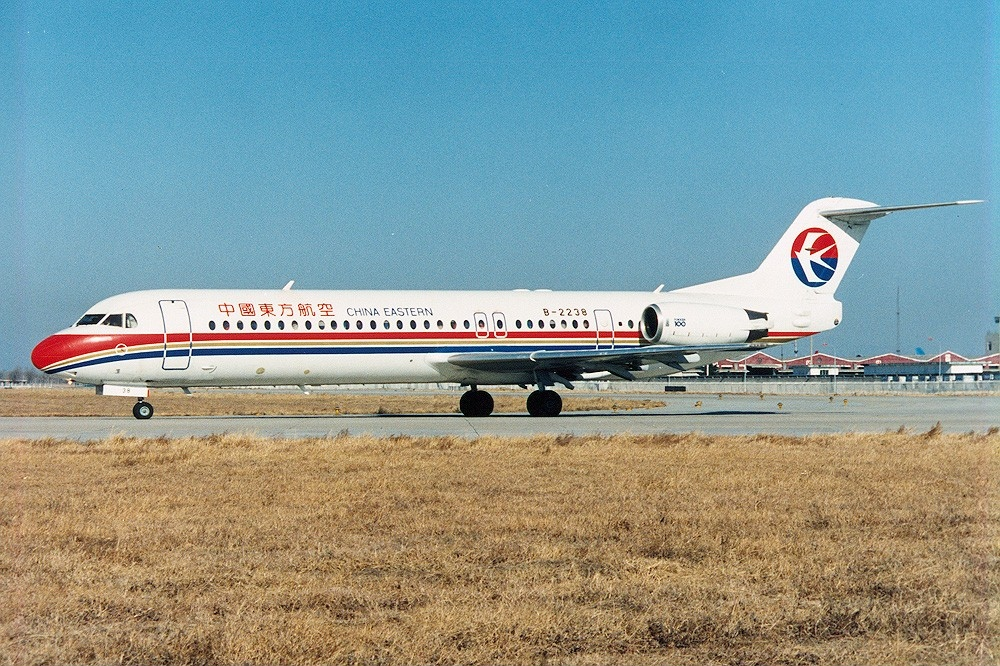
東航福克100於北京首都國際機場（已退役）
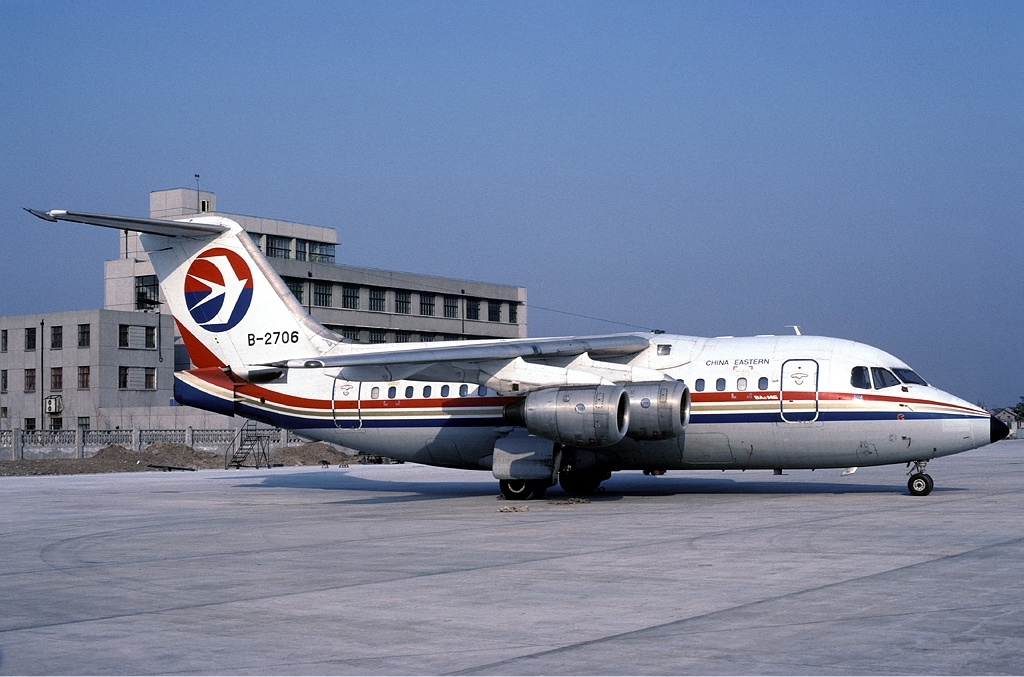
东航BAe 146-100（已退役）
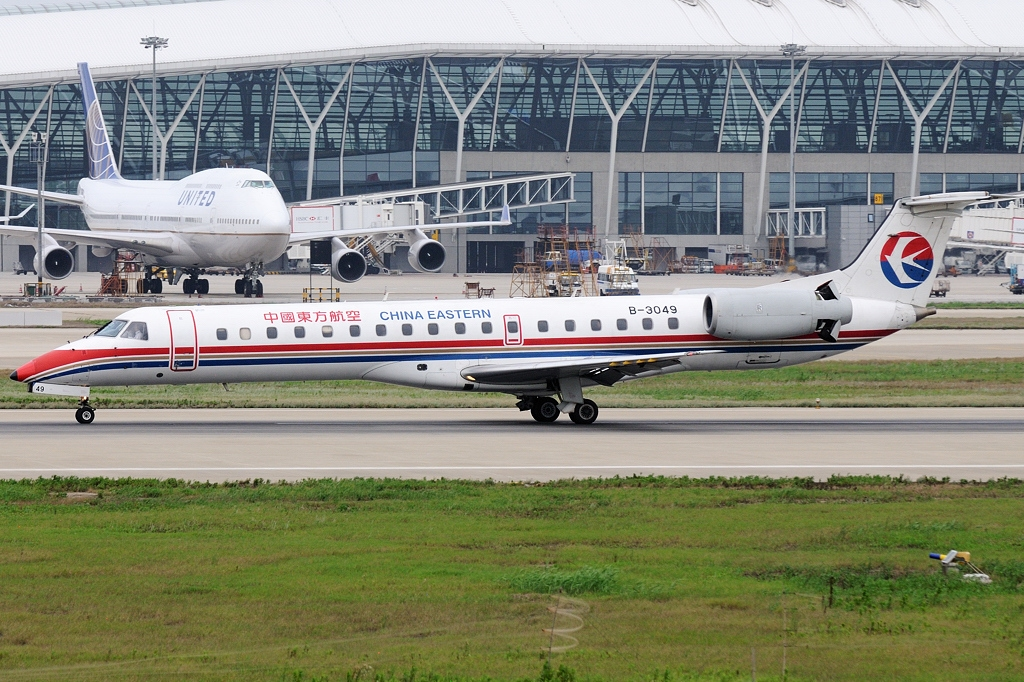
東航巴西航空工業ERJ-145降落上海浦東國際機場（已退役）
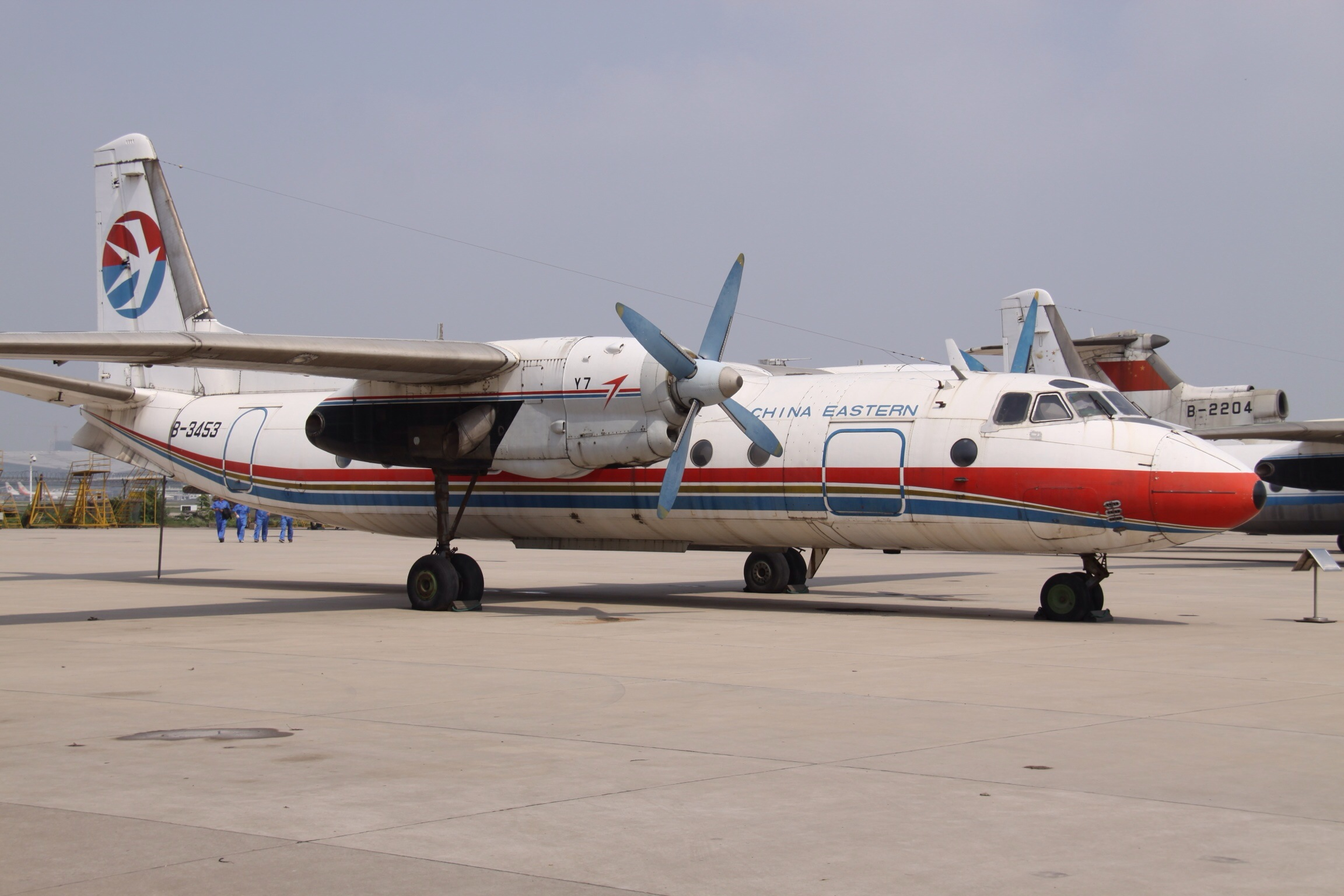
东航运-7-100C（已退役）

下表中列出自1988年东航成立伊始运营过的客货运飞机型号、服役时间与数量，入役时间仅从1988年起计算。

## 航點

### 代码共享
东航和以下航空公司有代码共享合作：
天合联盟
- 俄罗斯航空
- 阿根廷航空
- 欧罗巴航空
- 法国航空
- 中华航空
- 达美航空
- 加鲁达印尼航空
- 肯尼亚航空
- 荷兰航空
- 大韩航空
- 北欧航空
- 越南航空
- 维珍大西洋航空
- 厦门航空

其他航空公司
- 智利南美航空
- 日本航空（寰宇一家）(联营伙伴）
- 澳洲航空（寰宇一家)
- 西捷航空
- 吉祥航空（星空联盟优连伙伴成员）
- 汶萊皇家航空
- 四川航空
- 阿提哈德航空
- 华信航空
- 上海航空（子公司）
- 中国联合航空（子公司）

### 枢纽
中国东方航空公司“四梁八柱”航线战略中，“四梁”为上海、北京、昆明、西安四大枢纽市场，“八柱”则为广州、深圳、成都、厦门、南京、杭州、青岛、武汉八个重要市场。中国东方航空公司的核心枢纽为上海的浦东国际机场与虹桥国际机场，同时北京大兴国际机场、昆明长水国际机场和西安咸阳国际机场为该公司的区域枢纽。2013年上半年，以航班起降架次统计，东方航空公司在上海虹桥、上海浦东、昆明机场和西安机场的市场份额分别为 48.8%、37.4%、45.0%与 31.3%，以旅客吞吐量统计，东方航空公司在上海虹桥、上海浦东、昆明机场和西安机场的市场份额分别为 47.7%、35.5%、41.8%与 31.4%。

## 服务

### 值机服务

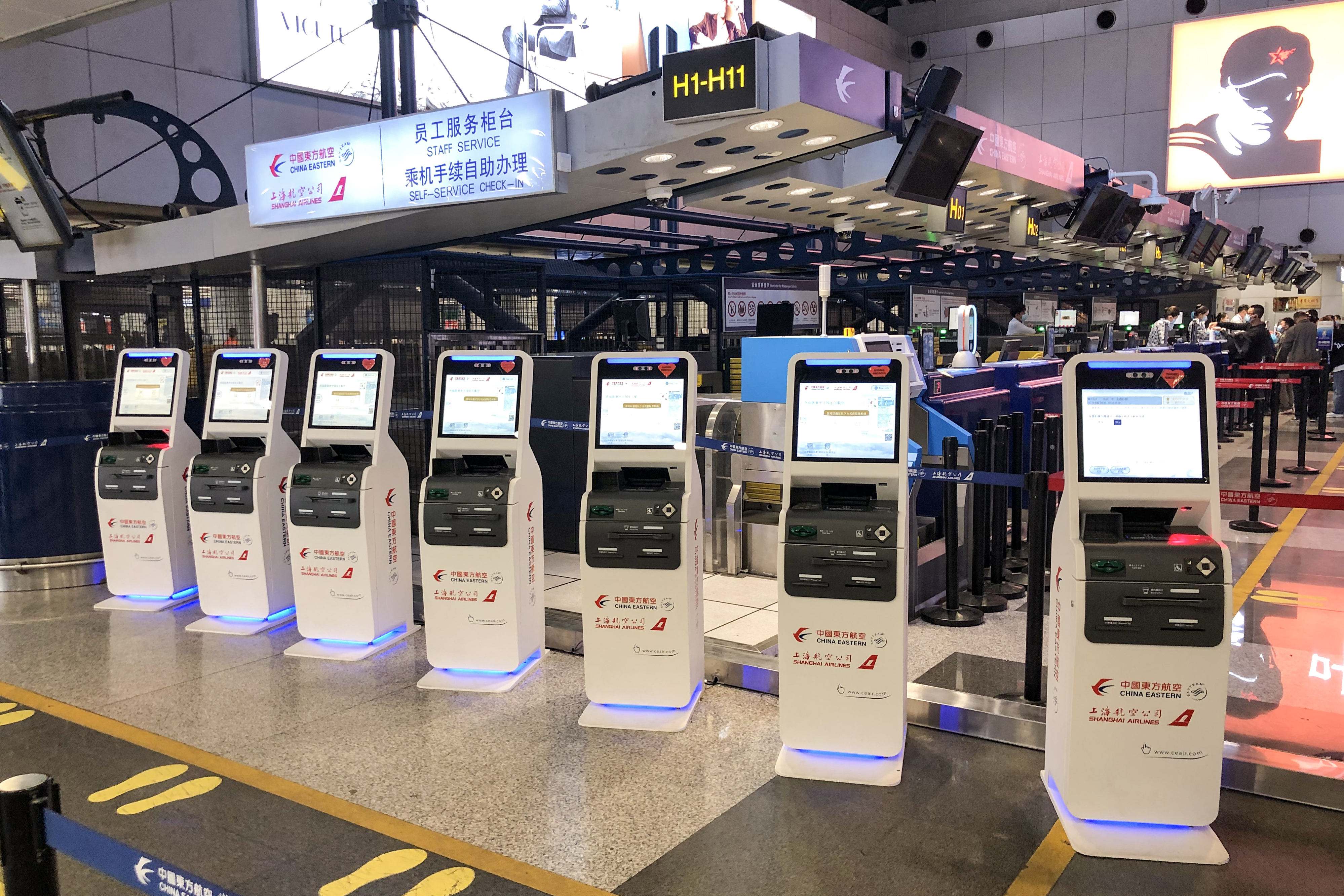
中国东方航空位于北京首都国际机场2号航站楼的自助值机终端

东航航班的值机手续除了在人工柜台办理外，亦可在自助值机终端、官网、手机网站、手机客户端“东方航空”、短信、微信/支付宝小程序办理。东航自助值机终端最初于2007年12月13日在浦东机场开通，先期对港澳航线开放。2008年，东航在虹桥机场分批次安装自助值机终端。2010年，东航在香港国际机场安装自助值机设备，成为首个在境外机场安装自助值机设备的中国大陆航司。通过网络值机的旅客可以预留座位，并自动为其办理乘机手续及推送电子登机牌。除此之外，东航在上海虹桥天地购物中心一楼设有远程值机柜台，为旅客提供远程值机服务；该服务亦在上海周边城市的城市航站楼提供。
对于重点旅客，东航亦在部分机场开设服务专柜，如无行李值机柜台、高端值机区等。

### 客舱服务
东航的客舱服务品牌名为“凌燕”，起源于1989年5月4日成立，由17名女青年乘务员组成的第一批先进示范组，寓意轻盈矫捷的燕子能够“凌云高飞，勇夺第一”，曾先后获得多个奖项。2009年，“凌燕”成为东航客舱服务的总品牌。
与大部分航空公司一样，东航空中服务员与客舱广播以汉语普通话和英语为主要语言，但特定航线则会额外使用其他对应语言（如上海-香港航线设有粤语广播，而德、法、韩、日的航线则会使用对应语言）。东航于1995年在日本航线上招收第一批7名日籍女乘务员，为中国民航历史上第一批外籍乘务员；此后东航在不同国家的航线上配备与之相应语种的外籍乘务员，截至2015年年底累计招录外籍乘务员共计174人。2003年12月，东航在中、远程航线上推出“阳光健身操”录像节目，该节目的推出旨在预防经济舱综合征。2012年，该节目改版为太极养生主题，邀请太极养生专家制作。

#### 客舱布局
东航班机根据机型不同，提供头等舱、商务舱、高级经济舱和经济舱四种舱等。头等舱仅在A350、B777和B787三种机型提供。商务舱方面，A350和B787为空间更大，长度更长的商务舱套房，配有滑动门和迷你吧。中间座位可以变成一个可容纳四人的起居室。其他机型的商务座为传统设计，其中窄体机采用2-2座椅布局。A330视情况而定，有1-2-1的座椅布局也有2-2-2布局的倾斜平躺床或全平躺床。A350、B787以及部分A330-300设有高级经济舱。经济舱则提供免费餐食服务，大部分A330，以及所有A350、B777和B787均配备全机机上个人娱乐系统。

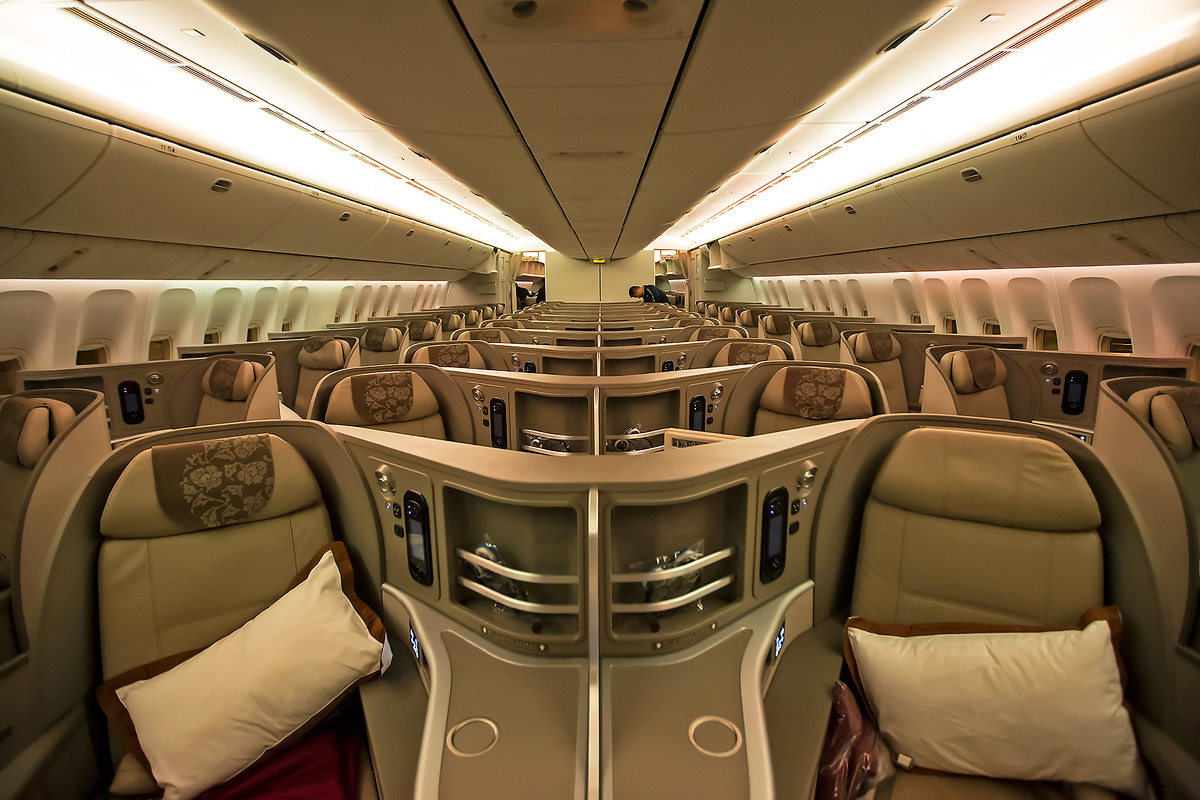
东航波音777-300ER商务舱的内饰
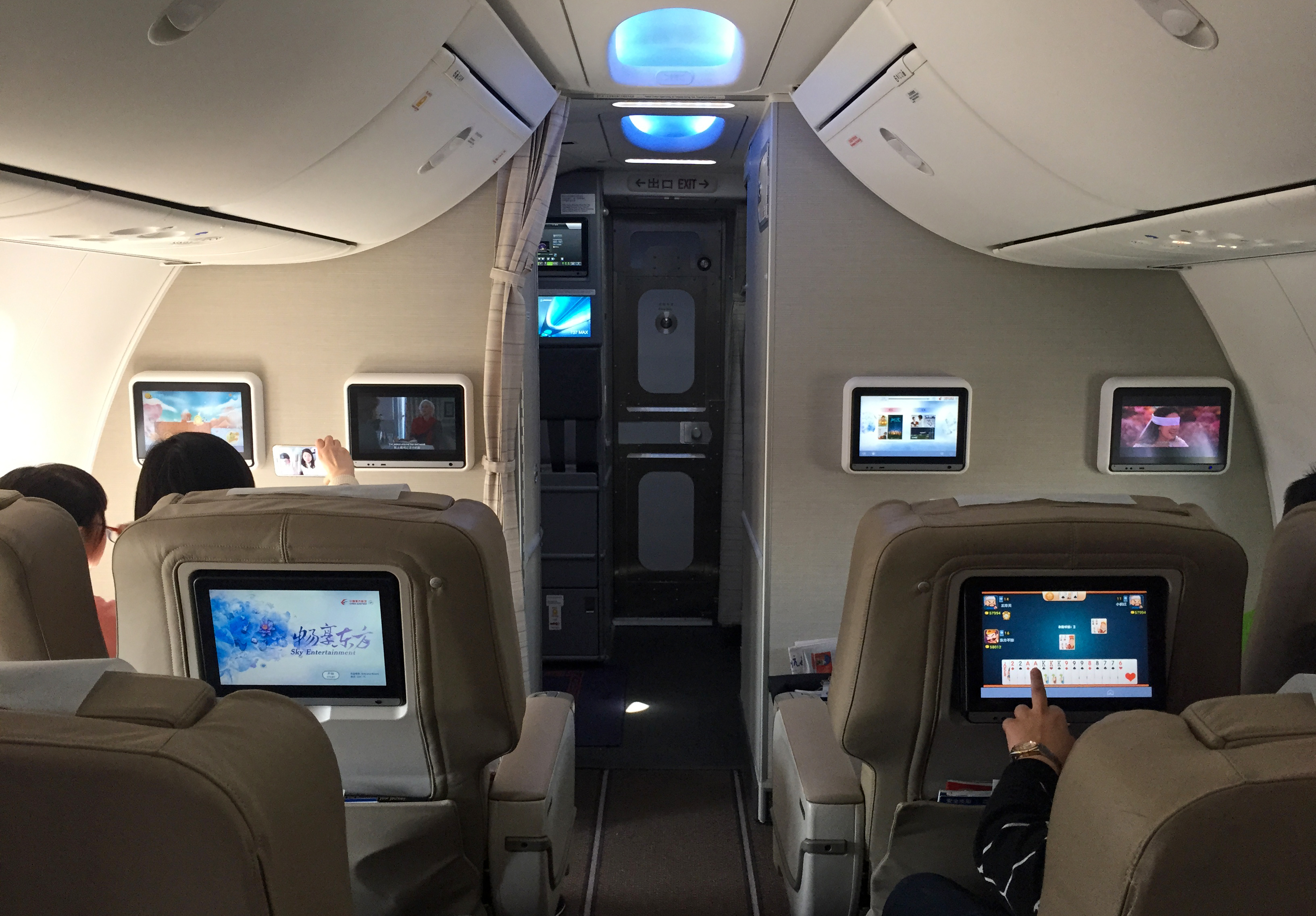
东航波音737 MAX商务舱的内饰
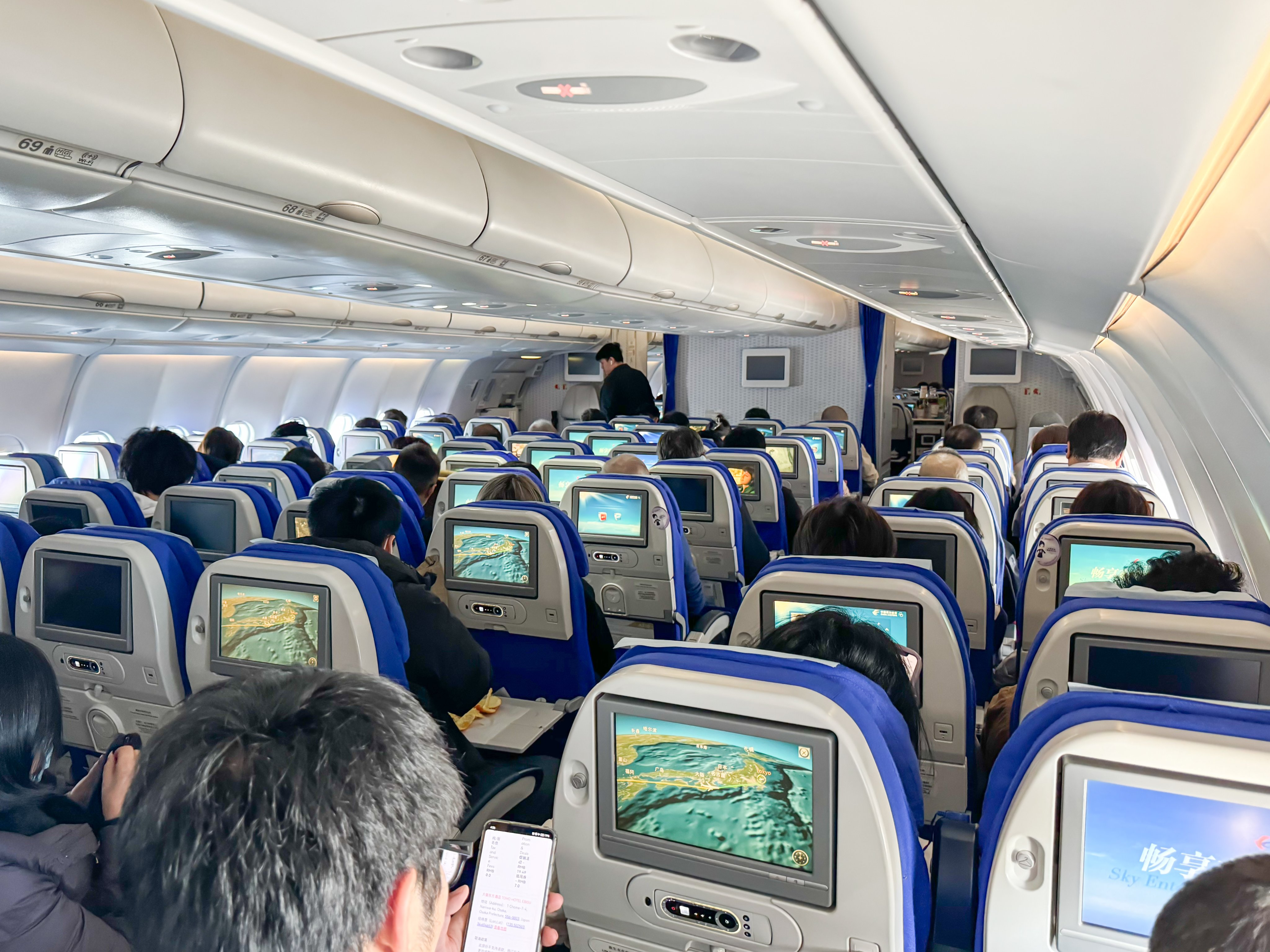
东航空中客车A330-200经济舱的内饰
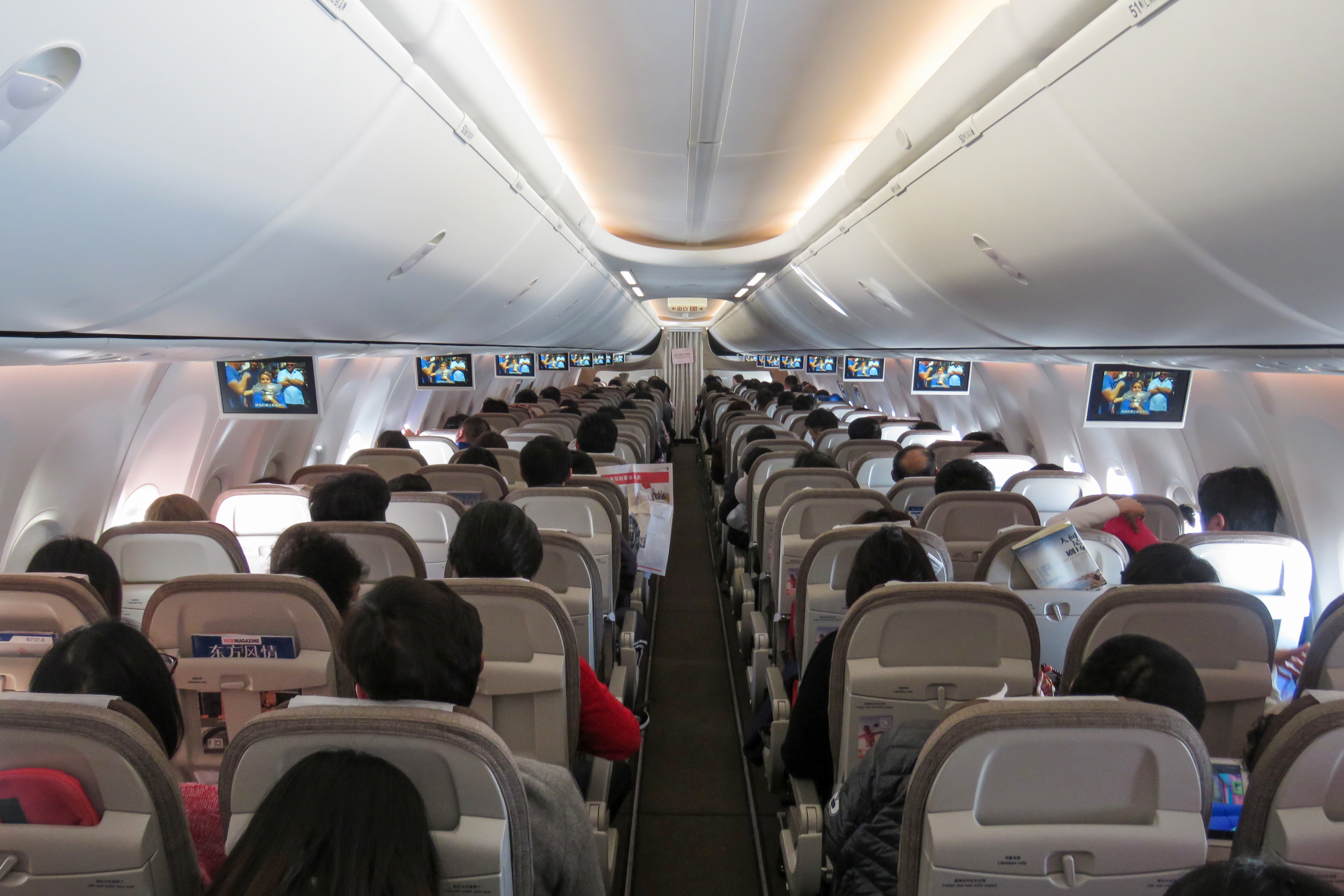
东航波音737 MAX经济舱的内饰
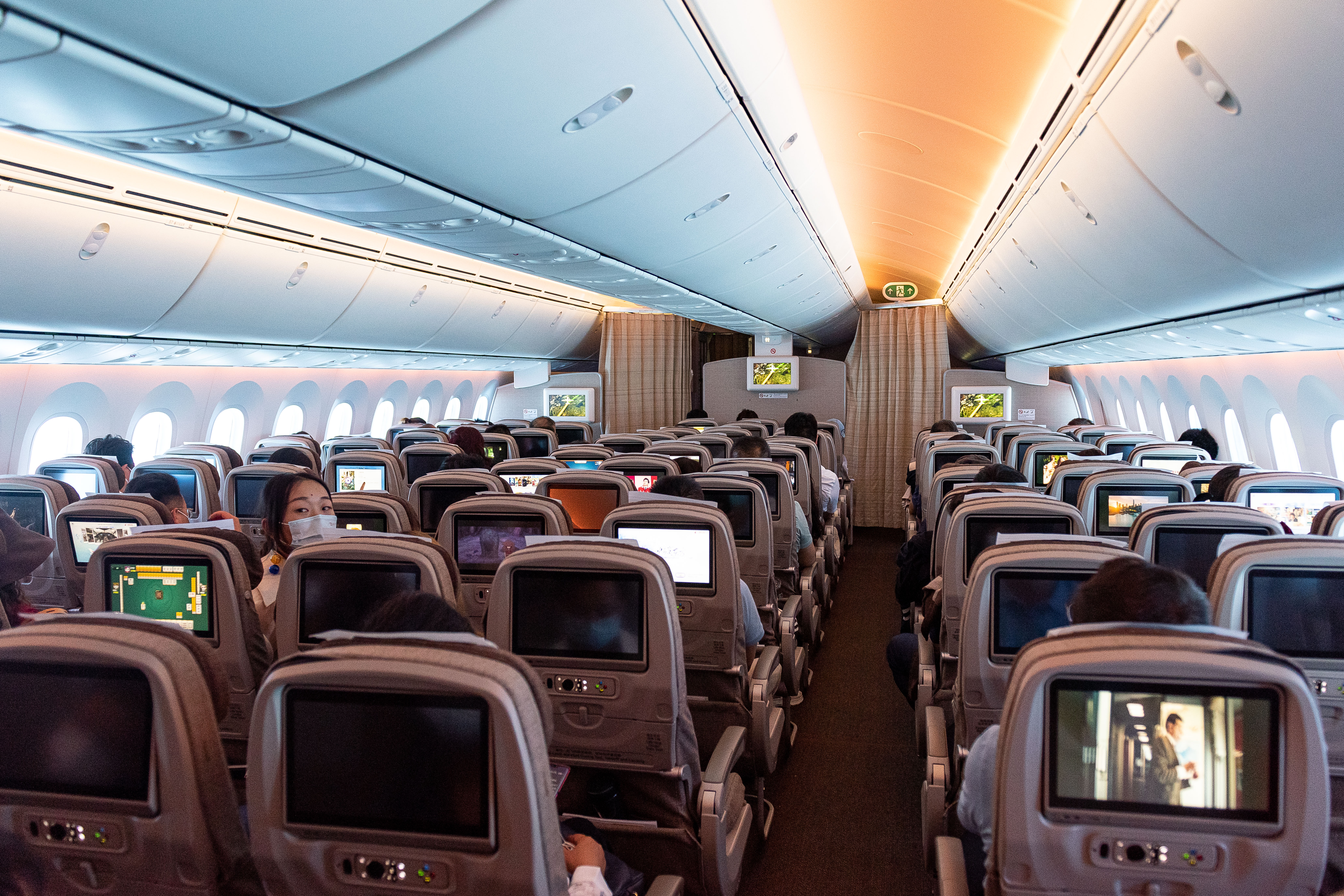
东航波音787-9经济舱的内饰
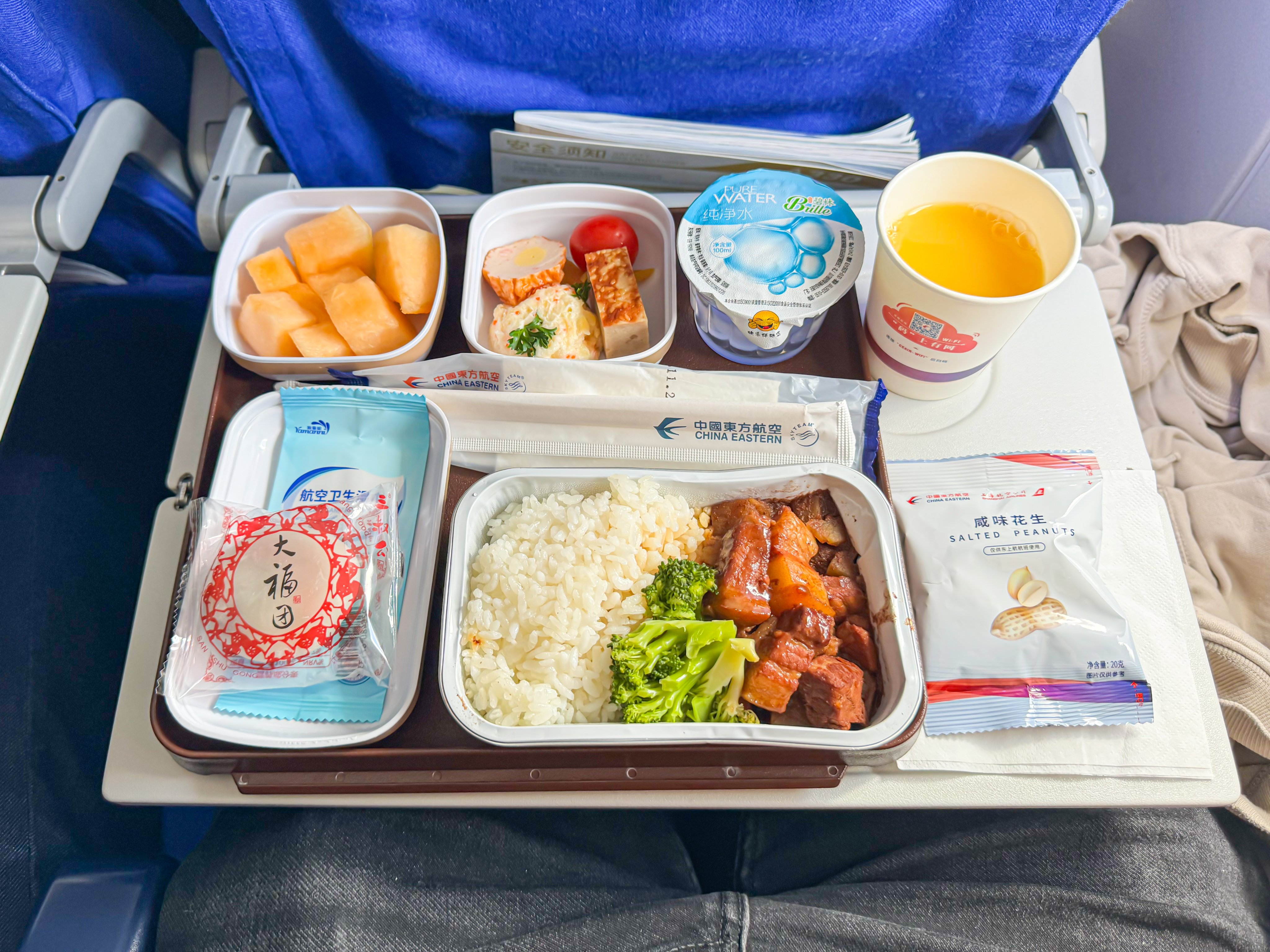
上海始发的MU521航班的经济舱餐食
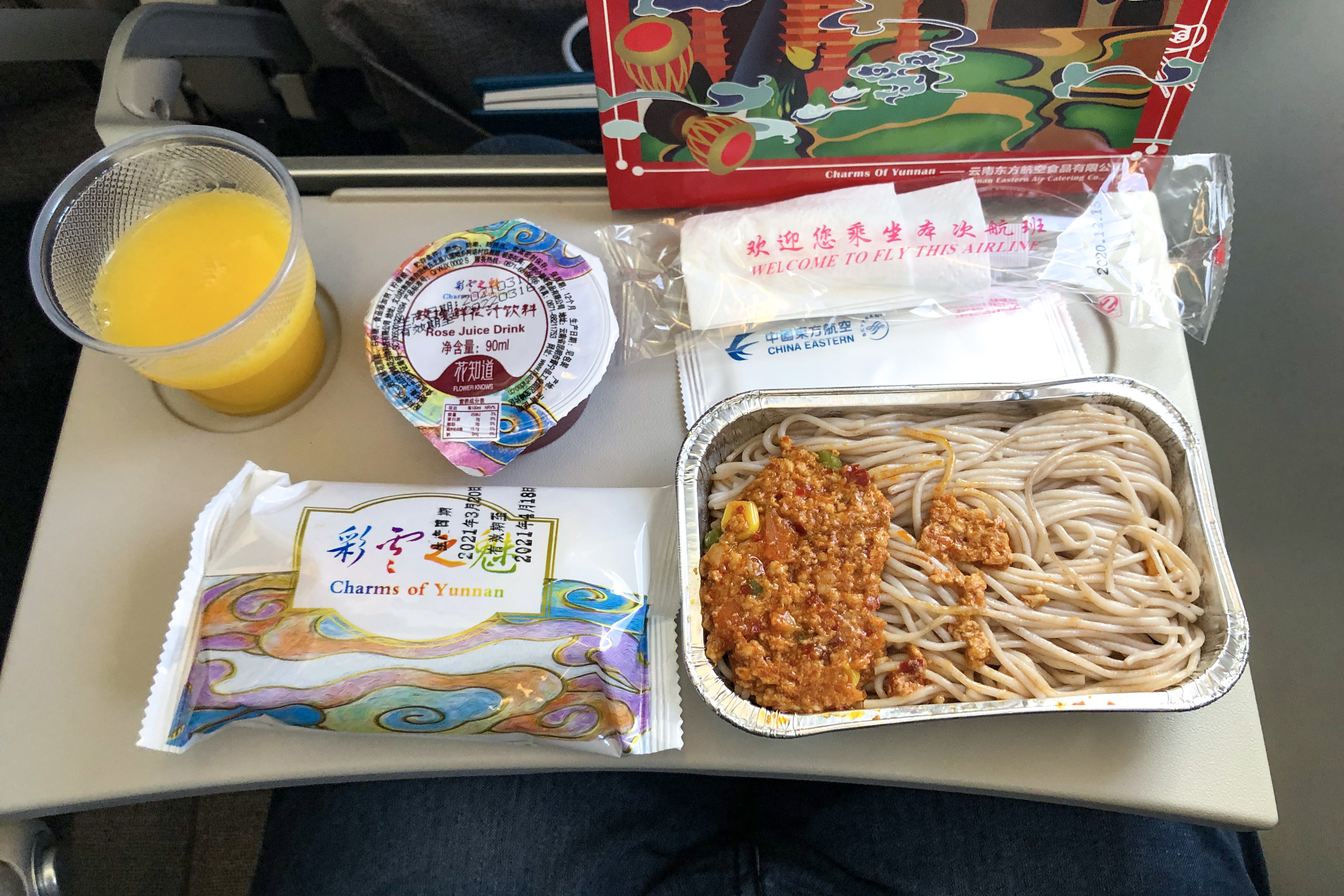
昆明始发的MU5705航班的经济舱餐食

#### 乘务员制服

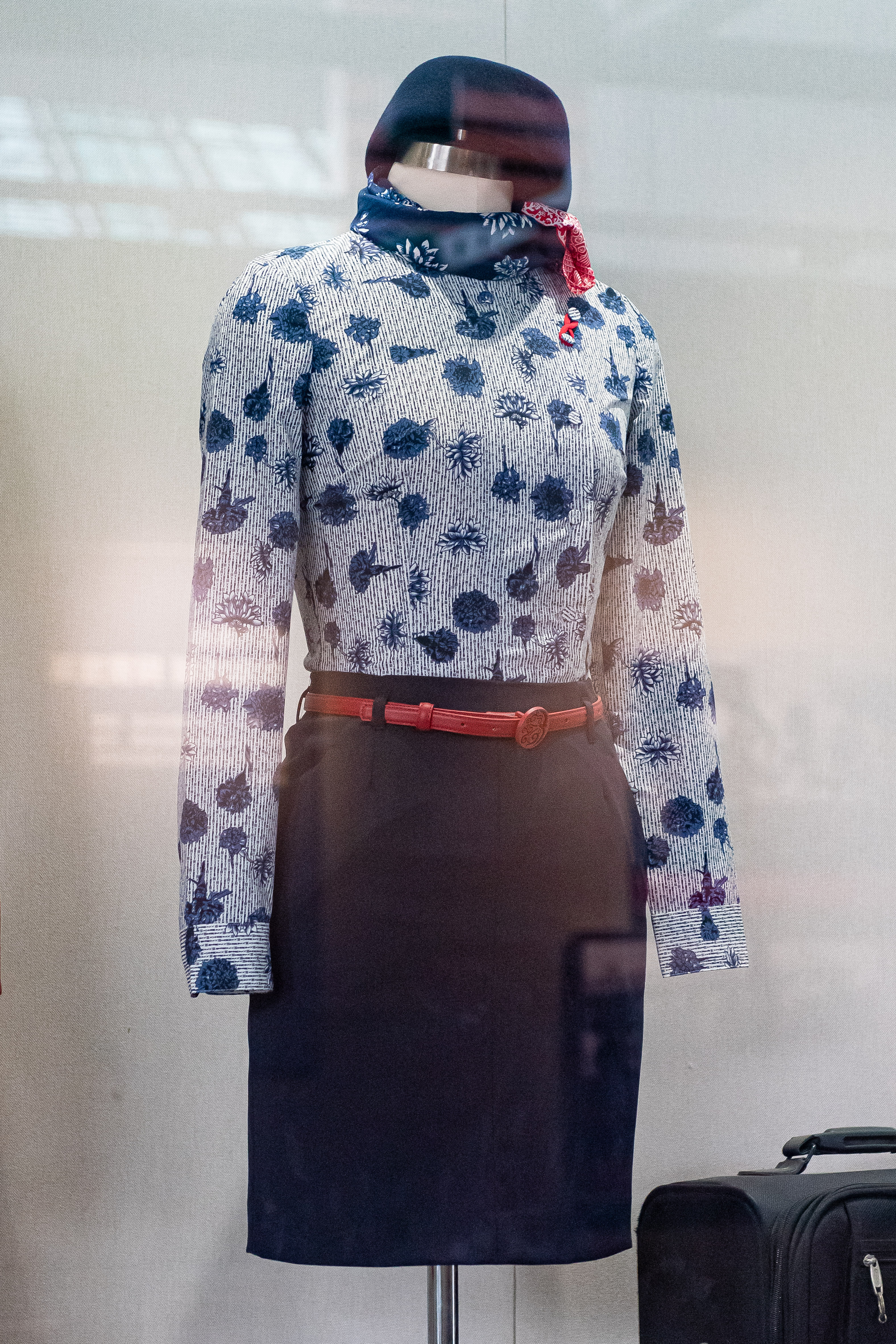
东航乘务员第五代制服，由法国设计师克里斯蒂安·拉克鲁瓦设计

东航成立初期，乘务员制服沿用民航运营时期以天蓝色为主色调的制服。1990年代，东航借鉴日本航空制服的“东亚风”元素，推出第三代制服。2001年9月，推出以高贵紫为主色调的制服，设计上具有上海本土特色，同时融入东方文化。2002年，东航云南公司、西北公司随母公司同步更新此款制服。2013年5月1日，东航启用第五代制服，由法国设计师克里斯蒂安·拉克鲁瓦设计，以海军蓝为主色调，同时融入“祥云”纹案、中国结、8字扣等传统文化元素，女乘务员配有正红色腰带及配饰。

#### 机上Wi-Fi
2014年，东航与中国电信合作，利用亚太6号卫星通信系统开展机上无线网络试验。2014年7月，该服务在东航航班上首次应用，次年5月开始在宽体机上进行技术升级改造。2021年9月，该服务进行升级，由传统卫星发展到亚太6D高通量卫星网络，网速与地面4G网络几乎一致。2023年8月，东航宣布，允许在飞行全程使用机上Wi-Fi服务，此前仅允许在巡航状态下使用。2025年8月，乘坐东航京沪快线且经济舱为N舱（含）以上旅客可全航程免费使用基础版机上Wi-Fi。

### 空中快线

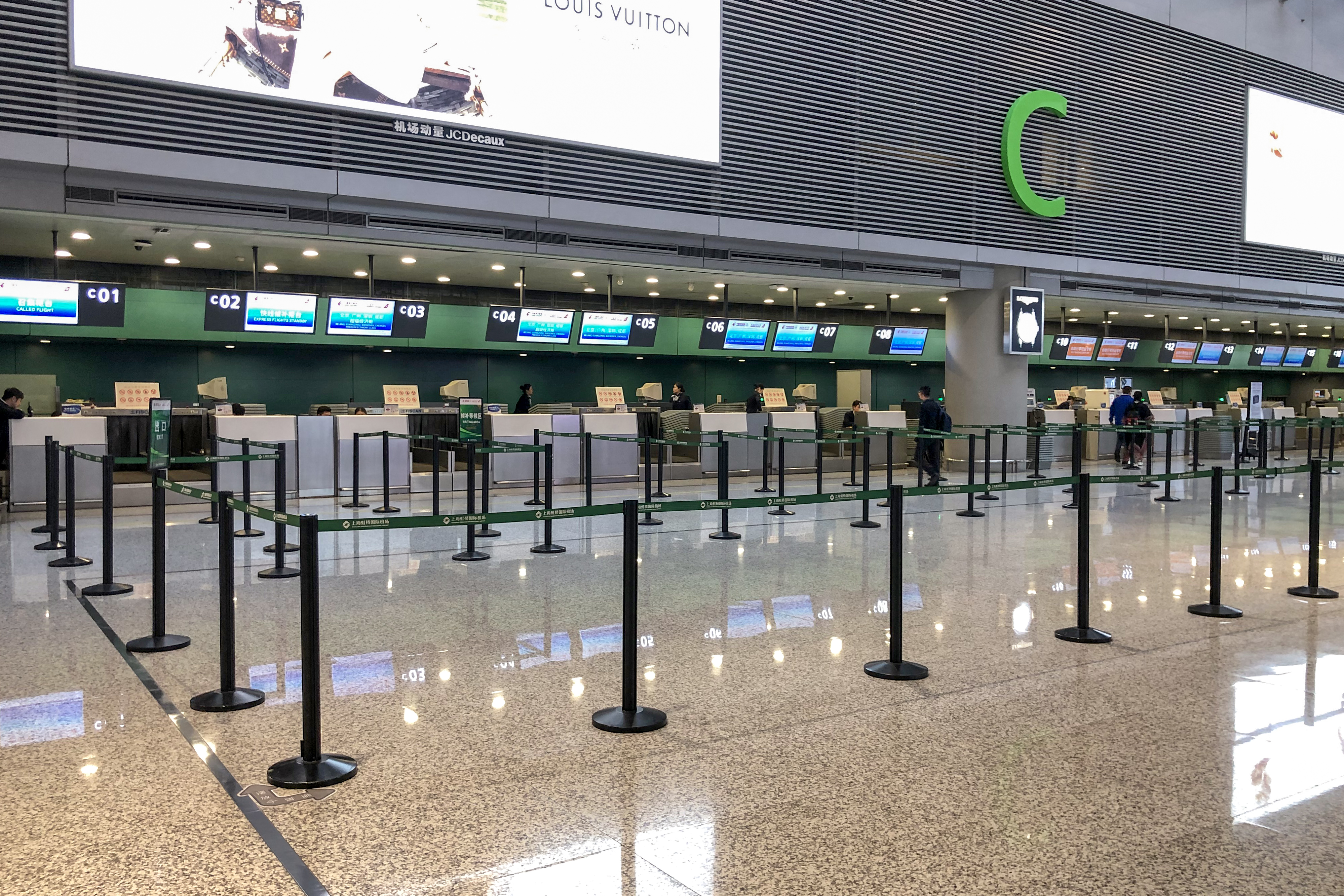
位于上海虹桥国际机场2号航站楼的东航快线值机区

2001年3月26日，东航在上海虹桥往北京首都的MU5157航班实行快线服务，是中国大陆首家推出快线服务的航司。首批推出的快线包括上海至北京、上海至香港两条航线。快线航班时刻基本为逢整点起飞，基本为每小时一班，乘坐快线的旅客可使用专属值机柜台、专属安检通道、较为固定的快线航班行李转盘等。2021年12月，东航根据数据分析，重新优化空中快线配置，共有33条。而京沪航线快线服务则是与国航、上航、南航、海航共用，旅客可在上述航司之间自由签转。2025年8月，东航优化京沪快线的改签服务，误机旅客可免费改签当日计划执飞原航班前后4小时内的同航程航班。

### 联运服务

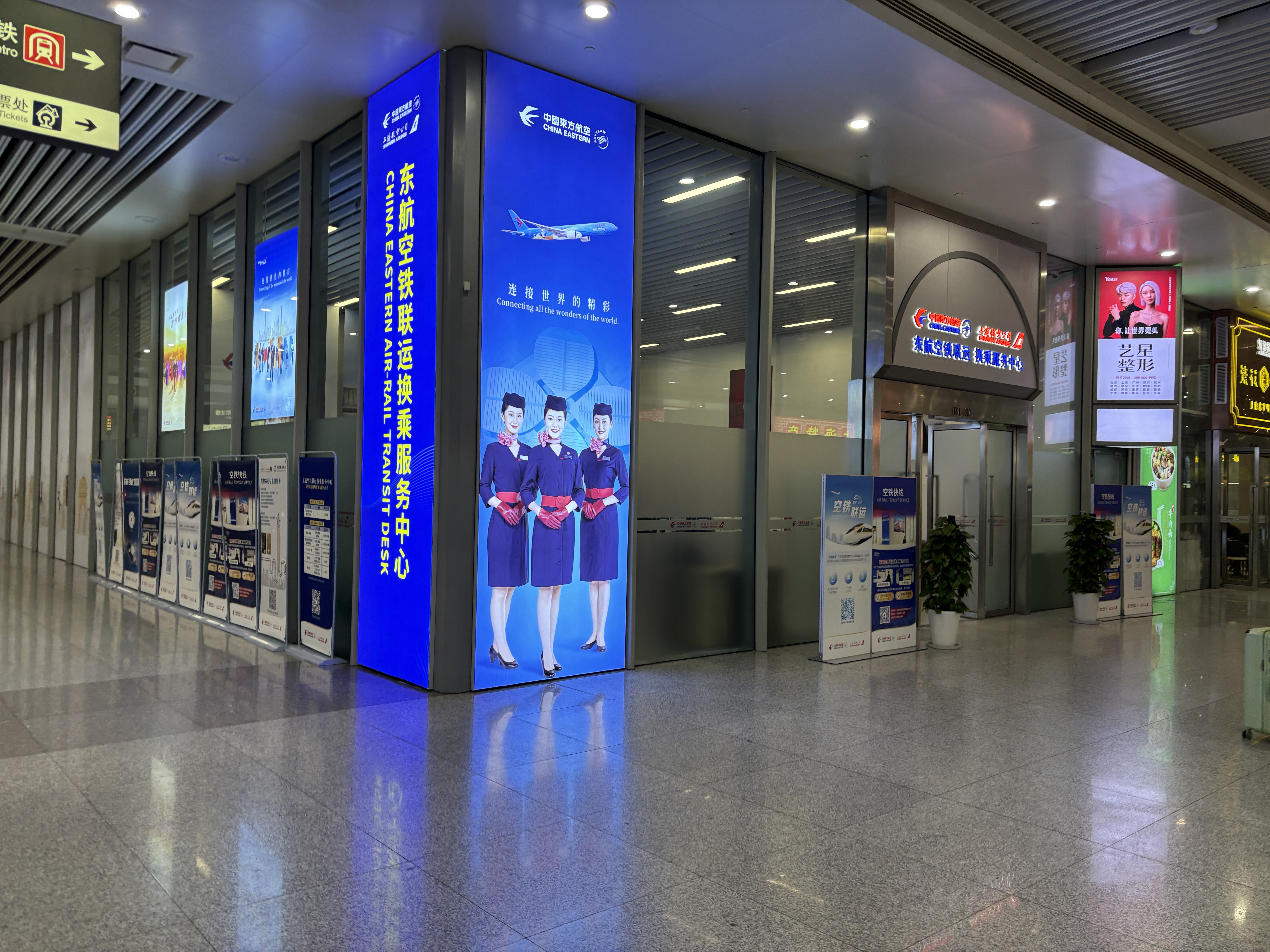
东航设在上海虹桥站到达层的空铁联运换乘服务中心

2011年1月，东航与上海铁路局合作推出“空铁联运”服务，先期开通上海虹桥—无锡、上海虹桥—杭州的联运服务。2012年4月，该服务更名为“空铁通”，服务范围扩大至苏州、无锡、常州和宁波4个城市。截至2023年12月，空铁联运服务已在46个城市、710個火車站开通，實現航空段與1,240個火車段的雙向聯運:22。

### 东方万里行
东航的飞行常客奖励计划是东方万里行（Eastern Miles）。其注册完全免费，会员可累积飞行里程并获得积分，同时会员还会获得定级航段。东方万里行的里程分为两种，一种为消费里程，任意种类的累计均会生成消费里程。另一种为定级里程，只有搭乘天合联盟成员航空公司以及东航子公司中联航时可以累计，用来确定是否可以升级为贵宾会员，而航段仅用于确定是否可以升级为贵宾会员。当累积定级里程或航段达到一定数目时，可升级为贵宾会员，贵宾会员可享受附加服务（例如享用天合联盟所有航空公司的贵宾休息室）。此外东方万里行还与其他酒店、汽车租赁、信用卡、电信公司等合作，提供里程兑换及增值服务，积分可与天合联盟所有航空公司的里程同时使用，获得和兑换。除天合联盟成员外，东方万里行还和寰宇一家成员日本航空和澳洲航空拥有合作，双方可以互相累计消费里程和兑换机票，但是不可累计升级里程和定级航段。另外从2016年10月1日起，东航贵宾会员除了东上航和天合联盟成员航空公司外，在搭乘澳洲航空时也可以享受一定的贵宾服务，包括优先值机和登机。
东航最初于1997年6月27日发行“银燕卡”，惟尚未建立常旅客计划。1998年7月，东航推出“金燕俱乐部”常旅客计划，为“东方万里行”的前身。2002年东航兼并西北航、云南航后，原云南航“金孔雀俱乐部”、西北航“飞天环旅俱乐部”于2003年8月8日并入东航常旅客计划体系，同时更名为“东方万里行”。2010年东航与上航重组后，原上航“金鹤俱乐部”于2011年6月8日并入“东方万里行”，同时配合东航加入天合联盟，会员卡号由原来的9位升级至12位。新版会员卡亦带有天合联盟标识。截至2023年12月，“东方万里行”会员人数超过5700万:28。
该计划亦设有为2-11周岁儿童旅客设计的“东方小飞人”，除提供常旅客卡片外，还提供一本儿童飞行护照，可供加盖旅行签章和机长签字（机长签字限2小时以上的航班），还可以保存飞行登机牌。当“东方小飞人”年满12周岁时，即正式转为“东方万里行”正式会员。“东方小飞人”于2008年推出，是中国民航首个附带飞行护照的儿童常旅客计划。
| 级别         | 级别                   | 银卡                                                                                     | 金卡                                                                                     | 白金卡                                                                                     |
| 升级标准     | 升级标准               | 必要条件： 年消费金额≥25000 且满足以下两个条件其中之一： 定级里程35,000公里 定级次数30次 | 必要条件： 年消费金额≥50000 且满足以下两个条件其中之一： 定级里程65,000公里 定级次数40次 | 必要条件： 年消费金额≥150000 且满足以下两个条件其中之一： 定级里程105,000公里 定级次数50次 |
| 天合联盟级别 | 天合联盟级别           | 天合联盟精英                                                                             | 天合联盟超级精英                                                                         | 天合联盟超级精英                                                                           |
| 东航上航礼遇 | 出行应急支持           | 三级保护                                                                                 | 二级保护                                                                                 | 一级保护                                                                                   |
| 东航上航礼遇 | 额外免费托运行李       | 计重制：中国大陆20公斤                                                                   | 计重制：中国大陆40公斤                                                                   | 计重制：中国大陆40公斤                                                                     |
| 东航上航礼遇 | 额外免费托运行李       | 计件制：1件（与其所乘航班舱位的单件行李限额一致）                                        | 计件制：1件（32公斤以内）                                                                | 计件制：1件（32公斤以内）                                                                  |
| 东航上航礼遇 | 优先安检和优先边防通道 | 在有条件的情况下可提供该服务                                                             | 在有条件的情况下可提供该服务                                                             | 在有条件的情况下可提供该服务                                                               |
| 东航上航礼遇 | 值机环境               | 公务舱/金银会员值机柜台（仅限本人）                                                      | 公务舱/金银会员值机柜台（最多可携带1名同行者）                                           | 头等/公务舱/白金会员值机柜台（最多可携带1名同行者）                                        |
| 东航上航礼遇 | 贵宾休息室             | 公务舱/金银会员贵宾休息室（仅限本人）                                                    | 公务舱/金银会员贵宾休息室（两舱可携带同航班1名同行者，经济舱仅限本人）                   | 头等/公务舱/白金贵宾休息室（可携带同航班最多1名同行者）                                    |
| 东航上航礼遇 | 优先登机               | 第三顺位                                                                                 | 第二顺位                                                                                 | 第一顺位                                                                                   |
| 东航上航礼遇 | 优先中转柜台           | 无                                                                                       | 在有条件的情况下可提供该服务                                                             | 在有条件的情况下可提供该服务                                                               |
| 东航上航礼遇 | 行李优先               | 有                                                                                       | 有                                                                                       | 有                                                                                         |
| 东航上航礼遇 | 自营渠道积分奖励系数   | 1.056                                                                                    | 1.144                                                                                    | 1.232                                                                                      |
| 东航上航礼遇 | 非自营渠道积分奖励系数 | 0.96                                                                                     | 1.04                                                                                     | 1.12                                                                                       |
| 东航上航礼遇 | 优选座位               | 无                                                                                       | 无                                                                                       | 免费                                                                                       |
| 东航上航礼遇 | 国内航班免费升舱券     | 无                                                                                       | 无                                                                                       | 20张                                                                                       |
| 东航上航礼遇 | 国际航班免费升舱券     | 无                                                                                       | 无                                                                                       | 4张                                                                                        |
| 东航上航礼遇 | 增值服务               | 无                                                                                       | 无                                                                                       | 免费酒店三晚或体验模拟机一次                                                               |

### 贵宾室
1984年，在虹桥机场改扩建之时，共设立9间贵宾候机室。东航于1988年成立后先期以租用贵宾室的形式接待高端旅客。1999年浦东机场启用后，东航在浦东机场开设3间自营贵宾休息室。之后东航在主要城市的机场设立自营贵宾室。贵宾室面向“东方万里行”银卡以上会员、商务舱、头等舱旅客，以及天合联盟精英会员免费开放，其他旅客需付费进入。东航自营贵宾室自2009年起推出现煮面条服务，在不同城市的贵宾室提供不同口味的面食。该服务之后发展为“东航那碗面”品牌，并在上海市内开设独立门店。

## 評價
2009年，《巴菲特杂志》、《经济学人》和世界权威的品牌价值研究机构——世界企业竞争力实验室联合举办“2009年（第六届）中国25家最受尊敬上市公司”，东航凭借优秀的市场业绩和良好的品牌印象，荣获“中国最受尊敬上市公司”大奖。
2021年2月25日，因在脱贫攻坚战中作出突出贡献，东方航空在全国脱贫攻坚总结表彰大会上被授予“全国脱贫攻坚先进集体”。

### Skytrax評估
| 年度 | 等級           | 排名                   |
| 2011 | 三星級航空公司 | 全球最佳航空公司第58名 |
| 2012 | 三星級航空公司 | 全球最佳航空公司第44名 |
| 2013 | 三星級航空公司 | 全球最佳航空公司第66名 |
| 2014 | 三星級航空公司 | 全球最佳航空公司第94名 |
| 2015 | 三星級航空公司 | 全球最佳航空公司第85名 |
| 2016 | 三星級航空公司 | 全球最佳航空公司第79名 |
| 2017 | 三星級航空公司 | 全球最佳航空公司第72名 |
| 2018 | 三星級航空公司 | 全球最佳航空公司第76名 |
| 2019 | 三星級航空公司 | 全球最佳航空公司第75名 |
| 2020 | 三星級航空公司 | 不適用                 |
| 2021 | 三星級航空公司 | 全球最佳航空公司第78名 |
| 2022 | 三星級航空公司 | 全球最佳航空公司第92名 |
| 2023 | 三星級航空公司 | 無排名                 |
| 2024 | 三星級航空公司 | 無排名                 |

| 年度 | 獎項                     | 排名   |
| ---- | ------------------------ | ------ |
| 2024 | 中國地區最佳航空公司員工 | 第4名  |
| 2024 | 全球最佳航空公司頭等艙   | 第19名 |
| 2024 | 中國地區最佳航空公司     | 第4名  |

## 飞行安全事件

### 致命事件
- 1989年8月15日，一架安托諾夫An-24（注册号B-3417）執行由上海虹橋機場飛往南昌昌北機場的MU5510航班，因二號引擎故障，於起飛時墜落河流，造成40名乘客中34人死亡。[128]
- 1993年4月6日，一架麦道MD-11（注册号B-2171）执行由北京经上海至洛杉矶的MU583航班，在美国阿拉斯加州阿留申群岛南约950海里的太平洋上空飞行时，机组人员不慎碰到了飞机的前缘缝翼与襟翼控制杆，造成前缘缝翼伸出，飞机急速跌落和上升数次，最后迫降在美国阿拉斯加州塞米奇群岛的申雅岛空军基地。在机上共计255名乘客和机组人员中，2人最终伤重不治。[129]
- 2004年11月21日，一架龐巴迪CRJ200LR（注册号B-3072）執行由包頭飛往上海的MU5210号班机，因機翼未除冰導致升力不足，起飛不到1分鐘後於離包頭機場2公里外的南海公園失速墜毀。47名乘客與6名機組人員及兩名地面人員在事故中罹難。
- 2022年3月21日，一架波音737-800（注册号B-1791）执行由昆明長水國際機場飞往广州白雲國際機場的MU5735号班机，于广西壮族自治区梧州市藤县山区坠毁。机上乘員共132人全部罹難，其中包含機組成員9名，乘客123名。[130]。

### 其他事件
- 1998年9月11日，一架麦道MD-11（注册号B-2173）客機執行上海飛往北京的MU586航班，於上海虹桥国际机场起飛後因起落架失效被迫折返上海虹橋機場，事件中有9名乘客逃生時輕傷。這可能是中國第一宗民航客機起落架放不下来强行迫降事件，其後事件被製作成一齣電影名為《緊急迫降》。
- 1998年11月2日，一架空中巴士A300-600R（注册号B-2322）执行上海飞往大阪的MU515號班機，在上海虹桥国际机场起飛後前起落架左輪突然脫落，飛機紧急迫降虹橋機場，所幸機上87名乘客和15名機組人員無一死傷。[131][132]
- 2000年11月1日，一架空中客车A340（注册号B-2380）执行由上海浦东飞往悉尼的MU561号航班时，由于机组盲目自信、操作不当，造成着陆滑跑后半段偏出跑道。事后东航对有关责任人进行严肃处理[133]。
- 2004年5月2日，一架波音737-300（注册号B-2979）执行由广州飞往上海浦东的MU5318航班，在白云机场起飞时右内主轮突然发生脱胎，导致液压系统在空中漏油。机组随即返航白云机场。事后，民航总局于6月4日对机组进行通报嘉奖[133]。
- 2007年11月6日，一架空中巴士A330-300客機由上海浦東國際機場到香港國際機場的MU501號航班，降落香港時有兩條輪胎爆裂。[134]
- 2012年7月10日，一架空中巴士A330-300（注册号B-6126）执行由台北桃园飞往上海浦东的MU5008航班，在起飞抬轮离地过程中遭到鸟击，随即返航[133]。
- 2012年8月9日，在1993年的MU583号航班事故发生后19年，已经改为由空中巴士A340-600执飞的MU583航班再次发生意外，在浦东机场滑行途中与一架马来西亚航空的波音777机翼相撞，而该马航客机就是后来担当MH370航班的飞机。
- 2014年6月17日，一架空中巴士A320-200（注册号B-6928）执行南昌—南宁—新加坡的MU2005航班，在班机落地南宁时落错跑道，致飞机在滑行道落地。事后东航决定解除当班机长运行职位，降为副驾驶，暂停飞行；对副驾驶解聘职位，暂停飞行；同时对东航江西分公司有关负责人作出处罚[133]。
- 2015年12月18日，一架由印尼巴厘岛飞往北京的A330-300客机，航班号MU782（注册号B-6120）在凌晨4:30左右由于引气系统故障导致客舱瞬间失压，氧气面罩落下，机组随即将飞机自3万英尺下降至1万英尺，后备降马来西亚亚庇国际机场，并与当日派遣另一架飞机接回滞留于马来西亚的旅客。[135][136][137]
- 2016年5月1日，一架由成都飞往康定的空中巴士A319客机（注册号B-6430）執行MU5443航班在康定機場準備降落時遇到濃霧，機尾在跑道外著地時撞毀機場內6個引導燈，使航機水平翼被刺穿。在有一套液壓系統壓力油漏光的情況下，機組人員仍決定中斷降落，並復飛折返成都機場。事後民航局決定對涉及的兩名機長處以吊銷駕駛執照，終身停飛。[138][139]
- 2016年9月20日16時，东航MU5935昆明至大理航班降落时冲出跑道，造成大理机场暂时关闭，人机安全。[140]
- 2016年10月11日，东航一架空客A320客机（注册号B-2337）执行MU5643航班于上海虹桥机场36L跑道起飞时，和另一架正在穿越跑道的东航空客A330-300客机（注册号B-6506，MU5106航班）发生冲突。由于A320机组的正确处置，飞机在A333上方19米处擦过。事后根据民航总局的调查结果，事件原因是塔台在指挥时失误，在指挥A330-300穿越时遗忘A320已得到起飞指令，同时A330-300机组也存在SOP（标准作业程序）问题。[141][142]详见2016年虹桥机场跑道入侵事件。
- 2017年5月24日，一架空中巴士A321客机（注册号B-6366）執飛765號航班降落香港國際機場時滑出跑道，鏟入草坪，前輪及一後輪觸及草地，機場方面一度封閉北跑道，香港民航處列「嚴重事故」。[143][144][145]
- 2017年6月11日，一架空中巴士A330-200客机（注册号B-6099）執飛736號航班從悉尼機場起飛後左引擎整流罩破损了一個大洞，客機盤旋約1.5小時後安全降落悉尼機場。[146]
- 2017年6月18日，一架空中巴士A330-200客机（注册号B-5926）執飛MU774航班由巴黎戴高樂機場至昆明長水國際機場的飛行途中突遇晴空乱流导致剧烈顛簸，有26人受傷。[147]
- 2017年10月24日，一架波音737-800客机在准备执飞MU5762航班（深圳至昆明航段）时，一名空服员在关闭后部舱门时不慎从飞机上坠落，造成骨折。[148]
- 2019年9月4日，一架從南京飛往廈門機型為空中客车A320neo的东航MU2809航班起飞后因旅客违规使用充电宝導致客舱出现明火，该航班随后返回南京[149]。
- 2020年8月9日，一架從成都飛往北京首都的MU5274次航班，起飛約1小時後，因為機械故障，緊急備降西安咸陽國際機場[150]。根据中国民航局的调查报告，客機着陸後檢查發現引擎控制電腦故障，更換後恢復正常[151]。
- 2022年2月9日，中国东方航空公司由陕西西安飞往榆林榆阳机场的MU2287航班在降落时在跑道外接地，部分构件受损。榆林机场当天天气情况正常，没有恶劣天气发生。有社交媒体用户发文评论称，B-305Y飞机是在降落阶段因为下滑道过低，飞机轮胎同榆林机场跑道灯发生了“剐蹭”，造成飞机轮胎受损。[152]
- 2023年8月13日，一架从拉萨飞往上海浦东的MU6958次航班上，一名乘客的充电宝掉进座椅缝隙被挤压冒烟，飞机备降武汉天河国际机场。[153]
- 2023年12月3日，一架由上海/虹橋飛往香港的空客A330-300客機（注册号B-8970）在飛行過程中出現故障，機艙內有抖動並傳出焦味，因此網民推測為發動機故障。[154]為確保飛行安全，機組按程序處置、備降廈門做進一步檢查，航班已於09:59安全落地。[155]
- 2023年12月9日，由上海飛往倫敦的MU533航班（机型空客A330-200，注册号B-6538）因機械故障返航並備降浦東機場，是為一週內第二起A330客機安全事故。[156]
- 2024年4月29日，由西安飛往上海的MU6296航班（機型為空中巴士A320neo，注冊號B-32DE）飛抵上海浦東機場後，疑有兩名機組人員工作期間發生爭執，其中一人打開機尾客艙門並導致逃生滑梯彈出。[157]
- 2025年7月20日，东航MU735航班从上海浦东国际机场起飞后因起落架销未拔放油返航。[158]

## 爭議事件

### 东航航班集体返航
2008年3月31日，因飞行员不满公司待遇，东航云南分公司从昆明飞往省内六地的18个航班在飞抵目的地上空后以天气原因无法降落之理由，有预谋地集体返航，致千余名旅客滞留机场。次月，中国民航总局作出决定：自2008年5月4日起，停止中国东方航空股份公司昆明-版纳、昆明-大理航线经营权，所停航线交由中国国际航空公司、深圳航空公司、祥鹏航空公司、西部航空公司经营；自2008年4月26日起，调减中国东方航空股份公司昆明至丽江、中甸、芒市、临沧、思茅、文山部分航班，共20班。

## 外部連結
- 官方网站（简体中文）（繁體中文）（英文）（德文）（法文）（意大利文）（俄文）
- 东航官网的新浪微博
- China Eastern的X（前Twitter）
- 東航台灣 China Eastern Airlines的Facebook專頁